# Martin de Tours
« Saint Martin » redirige ici.  Pour les noms de lieu, voir Saint-Martin. Pour les personnes, voir Martin.
Pour les articles homonymes, voir Saint Martin et Saint-Martin-des-Champs.
Martin de Tours, aussi nommé Martin le Miséricordieux, né dans l'Empire romain, plus précisément à Savaria, dans la province romaine de Pannonie (actuelle Hongrie), en 316, et mort à Candes, en Gaule, le 8 novembre 397, est l'un des principaux saints de la chrétienté et le plus célèbre des évêques de Tours avec Grégoire de Tours.
Sa vie est essentiellement connue par la Vita sancti Martini (Vie de saint Martin) écrite à la mort du saint en 396-397 par Sulpice-Sévère, qui fut l'un de ses disciples. La dévotion à Martin se manifeste à travers une relique, le manteau ou la chape de Martin — qu'il partage avec un déshérité transi de froid. Dès le Ve siècle, le culte martinien donne lieu à un cycle hagiographique, c'est-à-dire à une série d'images successives relatant les faits et gestes du saint.
Il introduit le monachisme en Gaule moyenne, le monachisme martinien s'ancrant autour de la Loire, tandis que les monachismes lérinien et cassianite se développent dans la Gaule méridionale.
Son culte se répand partout en Europe occidentale, depuis l'Italie, puis surtout en Gaule où il devient le patron des dynasties mérovingiennes et carolingiennes.
Les très nombreuses églises portant un patronage martinien à travers toute l'Europe sont fondées à des dates très variées. Saint Martin compte parmi les patrons secondaires de la France. Il est le patron notamment de Tours, Buenos Aires, Rivière-au-Renard, Vevey, d'Orense, de la cathédrale de Mayence, de celle d'Utrecht, de celle de Lucques et de la basilique San Martino. Jusqu'à la réforme du calendrier des saints de la fin du XXe siècle, on célébrait deux fêtes de saint Martin : la Saint-Martin d'été ou Saint Martin le bouillant, le 4 juillet, (commémoraison de la consécration épiscopale de Martin en 371, au cours de laquelle un globe de feu serait apparu au-dessus de Martin), et la Saint-Martin d'hiver, le 11 novembre (funérailles en 397). Seul le 11 novembre est aujourd'hui inscrit au calendrier liturgique universel, la Saint-Martin d'été restant une coutume particulière ou locale.

## Biographie

### Les sources

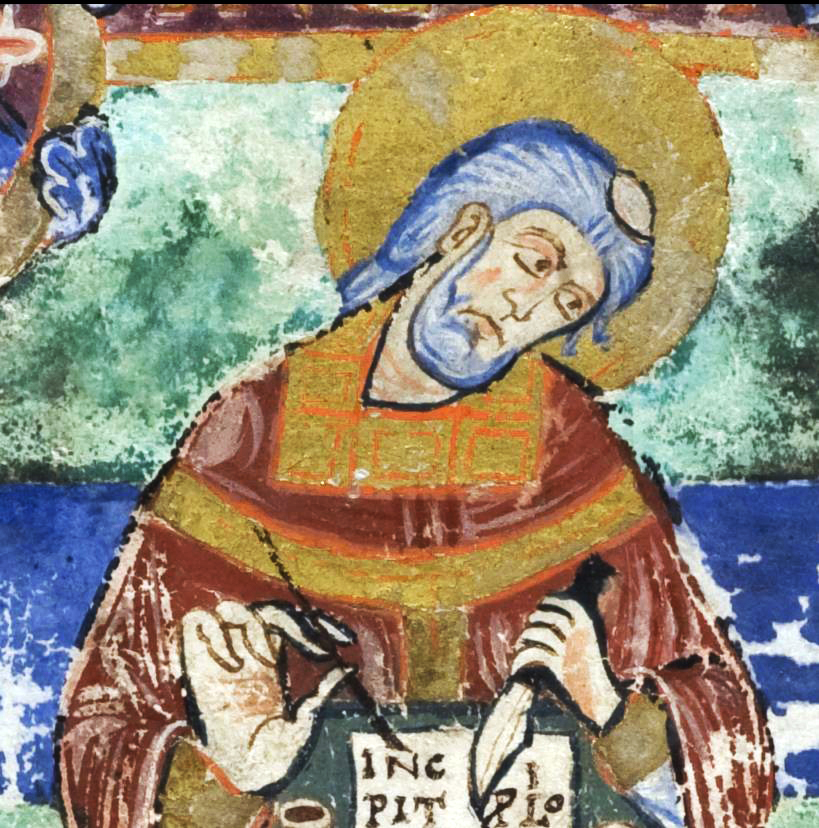
Venance Fortunat.

Sa biographie provient essentiellement de la Vita sancti Martini (Vie de saint Martin) écrite en 396-397 par Sulpice-Sévère, récit qui devient aussitôt et pour de longs siècles un archétype admiré et souvent imité de l'hagiographie occidentale. Puis Sulpice ajoute des lettres, en particulier pour évoquer la mort de Martin, et un autre livre, le Gallus ou Dialogues sur les vertus de Martin, recueil de miracles accomplis par le saint. Cette littérature hagiographique est à manier avec précaution : en partie légendaire et archétypale, elle contient cependant des éléments éminemment historiques.
Aux Ve et VIe siècles Paulin de Périgueux et Venance Fortunat augmentent la gloire de la geste martinienne en écrivant à leur tour une Vita sancti Martini en vers.
Grégoire de Tours relate les débuts de son culte dans son livre De virtutibus sancti Martini (Miracles de saint Martin).

### Jeunesse
Selon l'Histoire des Francs de Grégoire de Tours, Martin naît en l'an 316 en Pannonie, dans la cité de Sabaria, l’actuelle ville de Szombathely, en Hongrie. Toutefois, selon Sulpice-Sévère, il serait né en 336, date qui fait moins consensus chez les historiens : l'hagiographe introduit une date plus tardive probablement pour réduire la durée du service militaire de Martin, une longue carrière dans l'armée interdisant d'accéder à une haute fonction ecclésiastique et étant peu compatible avec la volonté de son biographe de le présenter comme un exemplum.
Son père était un tribun militaire de l'Empire romain, c'est-à-dire un officier supérieur chargé de l’administration de l'armée (ce n'est probablement pas un hasard si le nom de Martin signifie « voué à Mars », Mars étant le dieu de la guerre à Rome). Martin suit son père à Pavie (en Italie du Nord) lorsque ce dernier y est muté. À l'école, l'enfant est vraisemblablement en contact avec des chrétiens en cette époque marquée par le développement du christianisme. Vers l’âge de dix ans, il veut se convertir à cette religion, car il se sent attiré par le service du Christ.

### Légionnaire romain

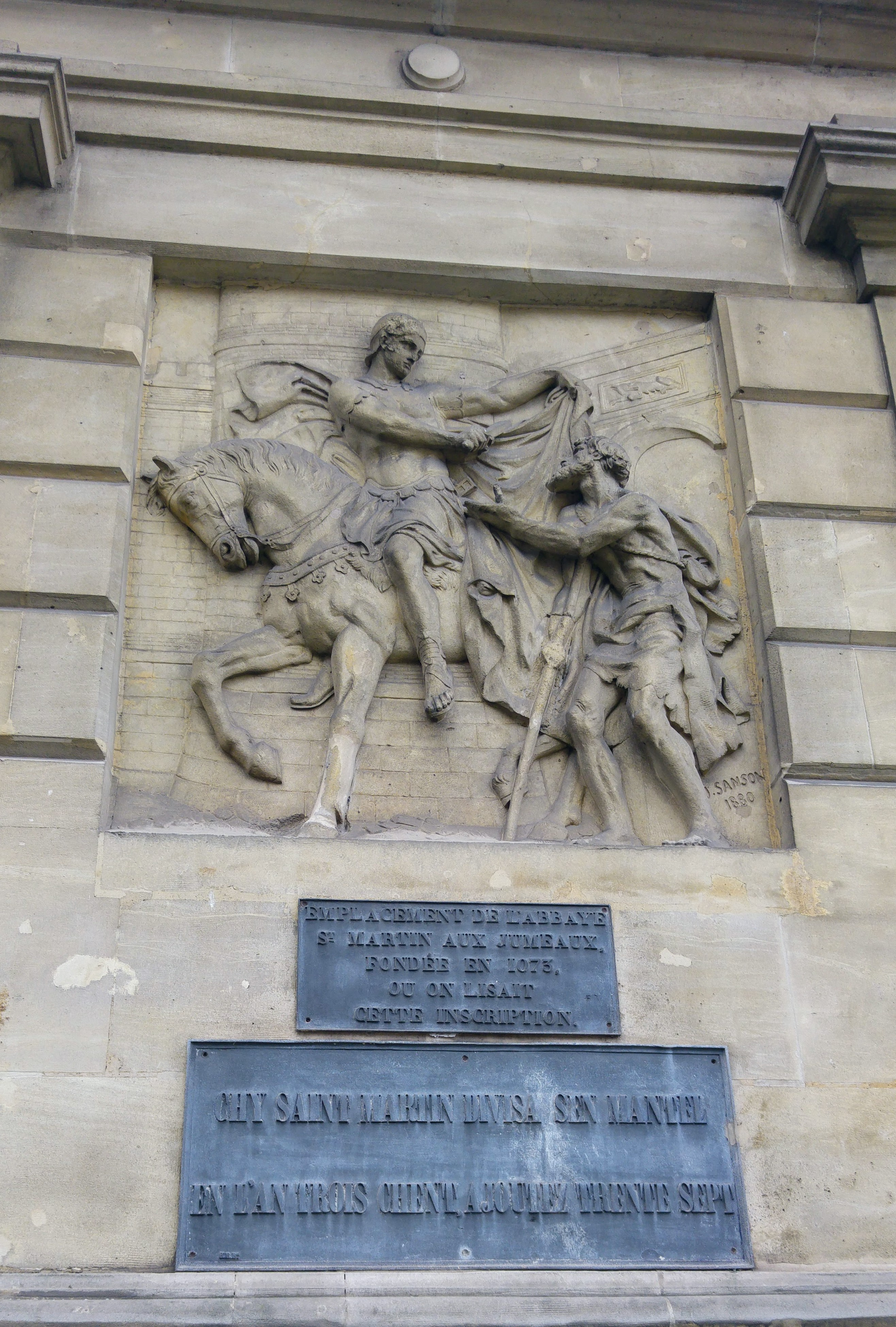
Palais de justice d'Amiens, la Charité de saint Martin par Justin-Chrysostome Sanson.

En tant que fils de magistrat militaire, Martin suit son père au gré de ses affectations de garnison ; il est pour ainsi dire héréditairement lié à la carrière de son père, voué au culte impérial. Ce père est irrité de voir son fils tourné vers une foi nouvelle : alors que l'âge légal de l’enrôlement est de dix-sept ans, il force son fils de quinze ans à entrer dans l’armée. Il est probable que Martin se soit laissé convaincre pour ne pas nuire à la position sociale de ses parents, tant sa vocation chrétienne est puissante.
Il n’en reste pas moins vrai que ce n’est pas comme simple soldat que Martin entre dans l’armée romaine : en tant que fils de vétéran, il a le grade de circitor avec une double solde. Le circitor est chargé de mener la ronde de nuit et d’inspecter les postes de garde de la garnison. Le jeune homme possède à l'époque un esclave, mais, selon ses hagiographes, il le traite comme son propre frère.

### La charité de Martin

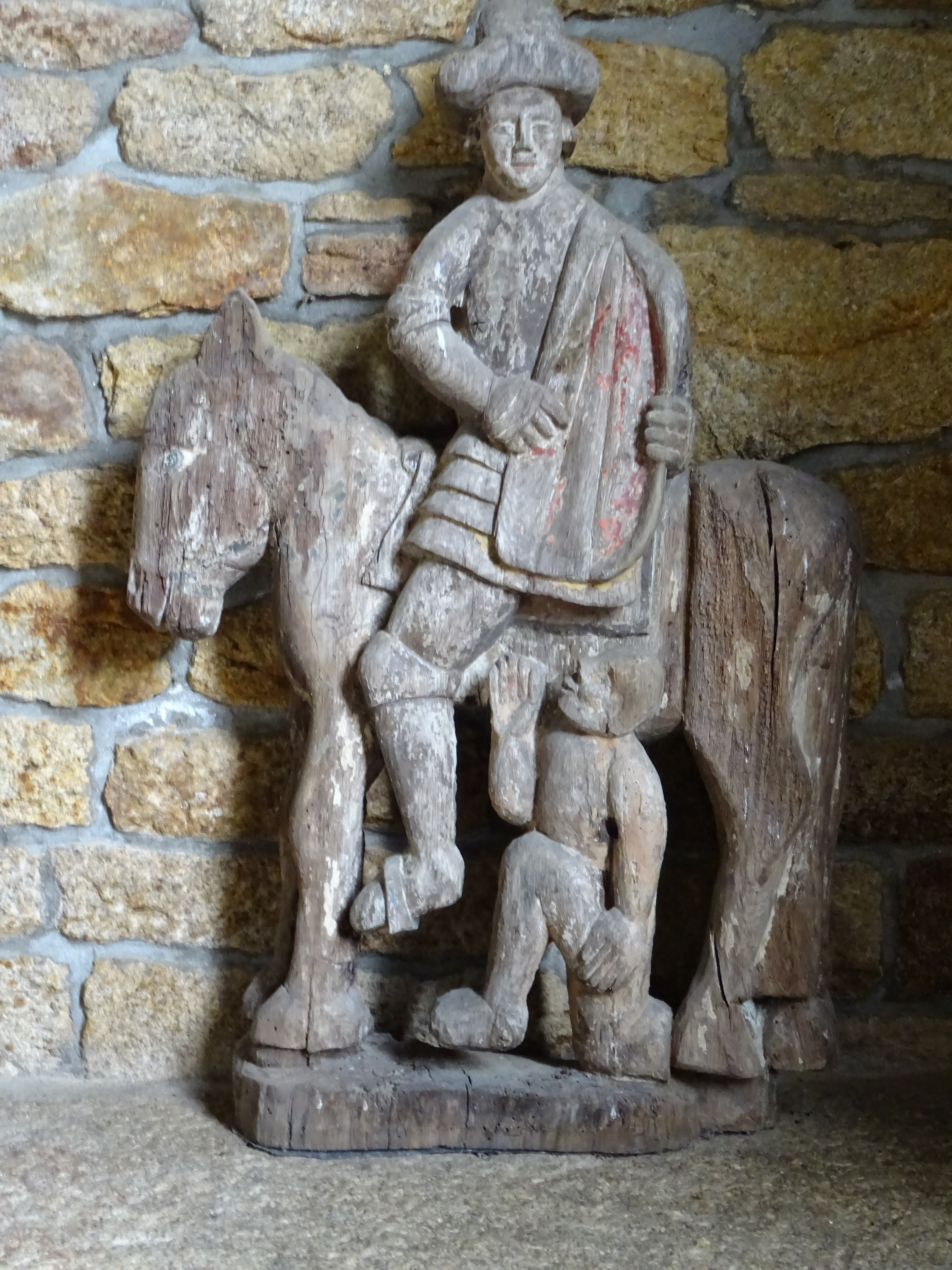
Chapelle Saint-Tugdual de Guiscriff ː Charité de saint Martin (statue en bois polychrome du XVe siècle).

La scène de la charité de Martin, la plus célèbre de la Vita Sancti Martini de Sulpice-Sévère, fait partie de la légende hagiographique.
Affecté en Gaule, à Amiens, un soir de l’hiver 334 le légionnaire Martin partage son manteau militaire (la chlamyde faite d'une pièce de laine rectangulaire) avec un déshérité transi de froid, car il n’a déjà plus de solde après avoir généreusement distribué son argent. La nuit suivante le Christ lui apparaît en songe vêtu de ce même pan de manteau. Il a alors 18 ans. Le reste de son manteau, appelé « cape » sera placé plus tard, à la vénération des fidèles, dans une pièce dont le nom est à l'origine du mot chapelle, (cappella en italien, chapel en anglais, Kapelle en allemand).

### Campagne contre les Alamans sur le Rhin
C’est aussi le temps où les grandes invasions germaniques se préparent ; les Barbares sont aux portes de l’empire ; depuis longtemps déjà les milices auxiliaires des légions sont composées de mercenaires d’origine germanique. En mars 354, Martin participe à la campagne sur le Rhin contre les Alamans à Civitas Vangionum en Rhénanie ; ses convictions religieuses lui interdisent de verser le sang et il refuse de se battre. Pour prouver qu’il n’est pas un lâche et qu’il croit à la providence et à la protection divine, il propose de servir de bouclier humain. Il est enchaîné et exposé à l’ennemi mais, pour une raison inexpliquée, les barbares demandent la paix. Il s'agit d'un récit "miraculeux" tels qu'ils seront abondamment développés sept cents ans plus tard dans La Légende dorée de Jacques de Voragine. Le genre fut d'une grande popularité durant tout le Moyen Âge.
Selon Sulpice-Sévère, Martin sert encore deux années dans l'armée,, une unité d’élite de la garde impériale dont il fut membre pendant 20 années ; cela porterait la durée totale de son service à 25 ans, durée légale dans les corps auxiliaires de l’armée romaine, puis il se fait baptiser à Pâques toujours en garnison à Amiens, ; cette époque est un temps de transition, la fin d’un règne et le début d’un autre règne où tous, même les soldats, sont pénétrés par les idées nouvelles.

### Vie d'ermite

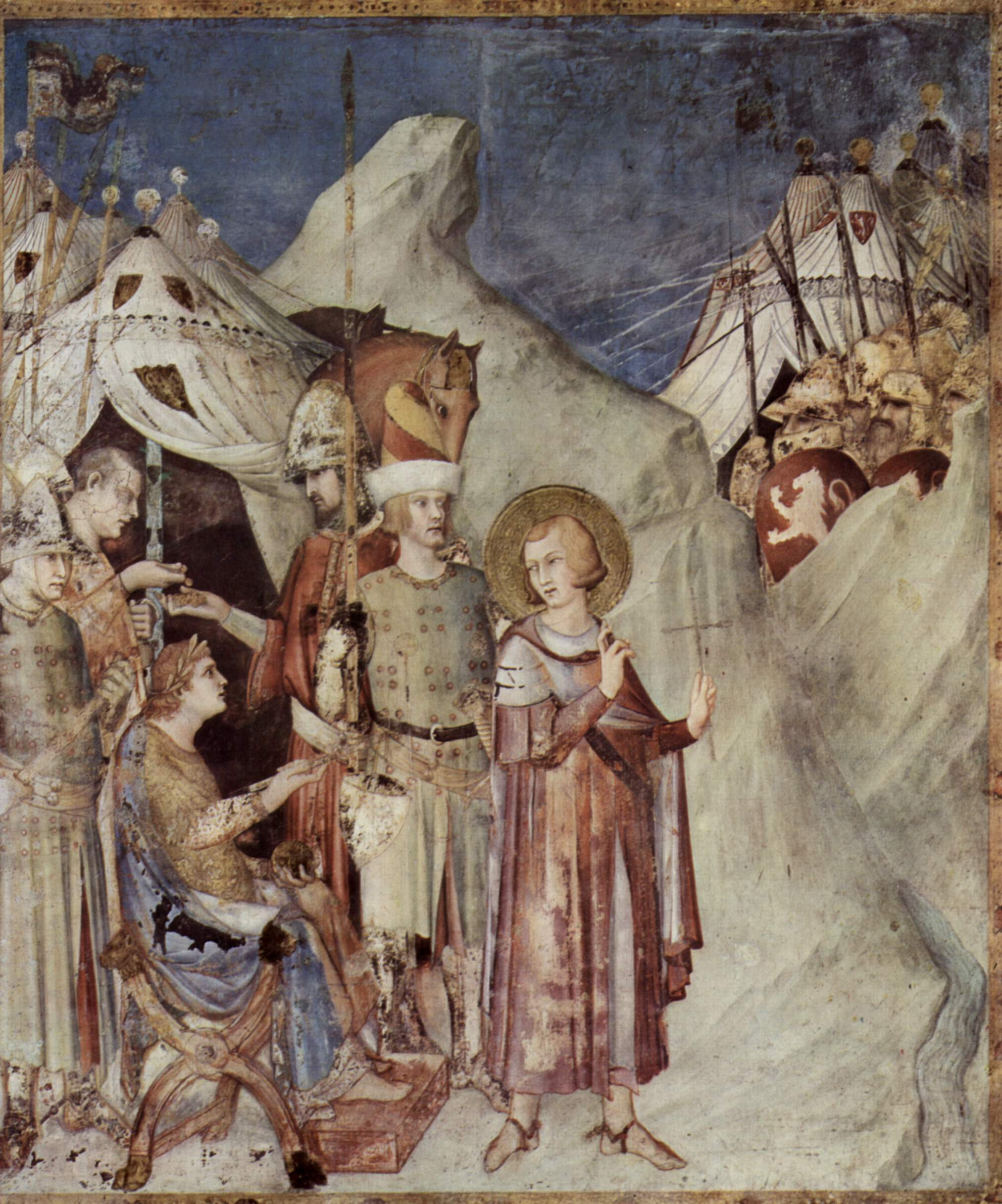
Saint Martin renonce à sa vie militaire et de chevalier, par le peintre italien Simone Martini.

En 356, ayant pu quitter l’armée il se rend à Poitiers pour rejoindre Hilaire, évêque de la ville depuis 350. Hilaire a le même âge que lui et appartient comme lui à l’aristocratie, mais il a embrassé la foi chrétienne tardivement et il est moins tourné vers la mortification et plus intellectuel ; l’homme lui a plu cependant et il a donc décidé de se joindre à lui.
Son statut d’ancien homme de guerre empêche Martin de devenir prêtre : aussi refuse-t-il la fonction de diacre que lui propose l’évêque. Martin, tel les prophètes thaumaturges Élie et Élisée, se voit attribuer un pouvoir de thaumaturge — il ressuscite un mort et opère de nombreuses guérisons — doublé de celui d'un exorciste. Au cours du même voyage, il rencontre le Diable.
Dans la région des Alpes, il est un jour attaqué par des brigands. L'un des voleurs lui demande s'il a peur. Martin lui répond qu'il n'a jamais eu autant de courage et qu'il plaint les brigands. Il se met à leur expliquer l'Évangile. Les voleurs le délivrent et l'un d'eux demande à Martin de prier pour lui.
La chrétienté est alors déchirée par des courants de pensée qui se combattent violemment et physiquement ; les ariens sont les disciples d’un prêtre, Arius, qui nie que le Christ soit Dieu fils de Dieu au contraire des trinitaires de l’Église orthodoxe ; à cette époque les ariens sont très influents auprès du pouvoir politique. Alors qu'Hilaire, un trinitaire, victime de ses ennemis politiques et religieux, tombe en disgrâce et est exilé, Martin est averti « en songe » qu’il doit rejoindre ses parents en Illyrie afin de les convertir. Il réussit à convertir sa mère mais son père reste étranger à sa foi ; cette position peut du reste n’être que tactique, le père essayant de défendre son statut social privilégié.
En Illyrie, c’est la foi arienne qui est la foi dominante et Martin, qui est un fervent représentant de la foi trinitaire, doit sans doute avoir de violentes disputes avec les ariens, car il est publiquement fouetté puis expulsé. Il s’enfuit et se réfugie à Milan, mais là aussi les ariens dominent et Martin est à nouveau chassé. Il se retire en compagnie d'un prêtre dans l’île déserte de Gallinara, non loin du port d'Albenga et se nourrit de racines et d’herbes sauvages. Martin s’empoisonne accidentellement avec de l’hellébore et il s’en faut de peu qu’il ne meure.
En 360, avec les canons du concile de Nicée, les trinitaires regagnent définitivement leur influence politique et Hilaire retrouve son évêché. Martin en est informé et revient lui-même à Poitiers.
Alors âgé de 44 ans, il s’installe en 361 sur un domaine gallo-romain qu'Hilaire lui indique près de Poitiers. Martin y crée un petit ermitage, que la tradition situe à 8 km de la ville : l’abbaye de Ligugé,, où il est rejoint par des disciples. Il y crée la première communauté de moines sise en Gaule. Ce premier monastère est le lieu de l’activité d’évangélisation de Martin pendant dix ans. Il accomplit ses premiers miracles et se fait ainsi reconnaître par le petit peuple comme un saint homme.

### Évêque de Tours

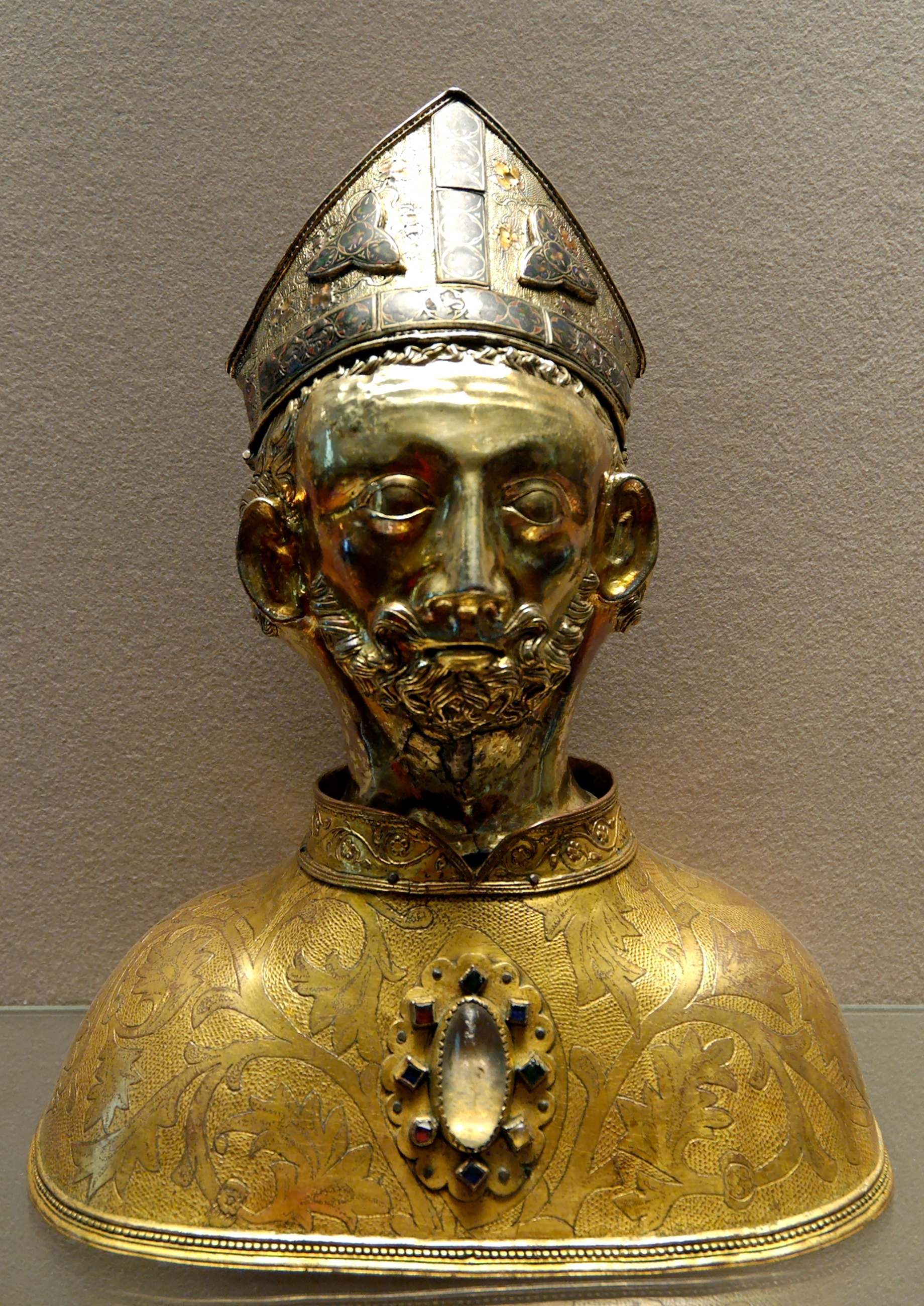
Reliquaire (fin du XIVe siècle) ; réputé abriter la tête de saint Martin, originellement exposé dans l’église de Soudeilles, aujourd’hui conservé au Louvre.

En 371 à Tours, l’évêque en place Lidoire vient de mourir ; les habitants veulent choisir Martin mais celui-ci s’est choisi une autre voie et n’aspire pas à l'épiscopat. Les habitants l’enlèvent donc et le proclament évêque le 4 juillet 371 sans son consentement ; Martin se soumet en pensant qu’il s’agit là sans aucun doute de la volonté divine[réf. nécessaire] (un cas identique de contrainte face à un non-consentement se reproduira en 435 pour Eucher de Lyon).
Les autres évêques ne l’aiment guère car il a un aspect pitoyable dû aux mortifications et aux privations excessives qu’il s’inflige, il porte des vêtements rustiques et grossiers.
Désormais, même s’il est évêque, il ne modifie en rien son train de vie. Il crée un nouvel ermitage à 3 km au nord-est des murs de la ville : c’est l’origine de Marmoutier avec pour règle la pauvreté, la mortification et la prière. Les moines doivent se vêtir d’étoffes grossières sur le modèle de saint Jean-Baptiste qui était habillé de poil de chameau. Ils copient des manuscrits, pêchent dans la Loire ; leur vie est très proche de ce que l’on peut lire dans les Évangiles sur la vie des premiers apôtres, jusqu’aux grottes qui abritent dans les coteaux de la Loire des habitations troglodytes où s’isolent des moines ermites.
Le monastère est construit en bois ; Martin vit dans une cabane de bois dans laquelle il repousse les « apparitions diaboliques et converse avec les anges et les saints » : c’est une vie faite d’un courage viril et militaire[réf. nécessaire] que Martin impose à sa communauté.
Tout ce monde voyage à travers les campagnes à pied, à dos d’âne et par la Loire ; car Martin est toujours escorté de ses moines et disciples, sans doute en grande partie pour des raisons de sécurité car il ne manque pas de voyager très loin de Tours. Ailleurs l’autorité de l’évêque est limitée à l’enceinte de la cité, avec Martin elle sort des murs et pénètre profondément à l’intérieur des terres. Martin semble avoir largement sillonné le territoire de la Gaule ; là où il n’a pas pu aller, il a envoyé ses moines.
À cette époque les campagnes sont païennes, il les parcourt donc faisant détruire temples et idoles. Il fait par exemple abattre un pin sacré.
Il prêche avec efficacité les paysans, forçant le respect par l’exemple et le refus de la violence. Il prêche par la parole et par sa force, il sait parler aux petits et il utilise à merveille la psychologie par sa connaissance des réalités quotidiennes et l'utilisation de paraboles simples que le petit peuple comprend, tel que le Christ le faisait : ainsi il dit d’une brebis tondue « qu’elle accomplit le précepte de l’évangile basé sur le partage ».
Il remplace les sanctuaires païens par des églises et des ermitages et, comprenant fort bien l’homme de la campagne et ses besoins, il se donne les moyens de le convertir alors que la foi chrétienne est encore essentiellement urbaine. D'après Grégoire de Tours, il fonda les paroisses de Langey, de Sonnay, d’Amboise, de Charnisay, de Tournon et de Candes.
Marmoutier sert de centre de formation pour l’évangélisation et la colonisation spirituelle des campagnes ; c’est pour l’essentiel la première base de propagation du christianisme en Gaule.
Martin de Tours est présent à Trèves lorsque les évêques d’Espagne Hydace (es) et Ithace demandent à l'empereur Maxime la condamnation de Priscillien,. Celui-ci est condamné (pour motifs civils) au chef de magie. Rejoint par Ambroise de Milan (délégué par le jeune empereur Valentinien II), Martin demande la grâce pour Priscillien. Bien qu’Ambroise, menacé de mort par l’empereur, ne le soutienne pas, Martin obtient que les disciples de Priscillien ne soient pas poursuivis. Le pape Sirice s’élèvera contre les procédés de Maxime.

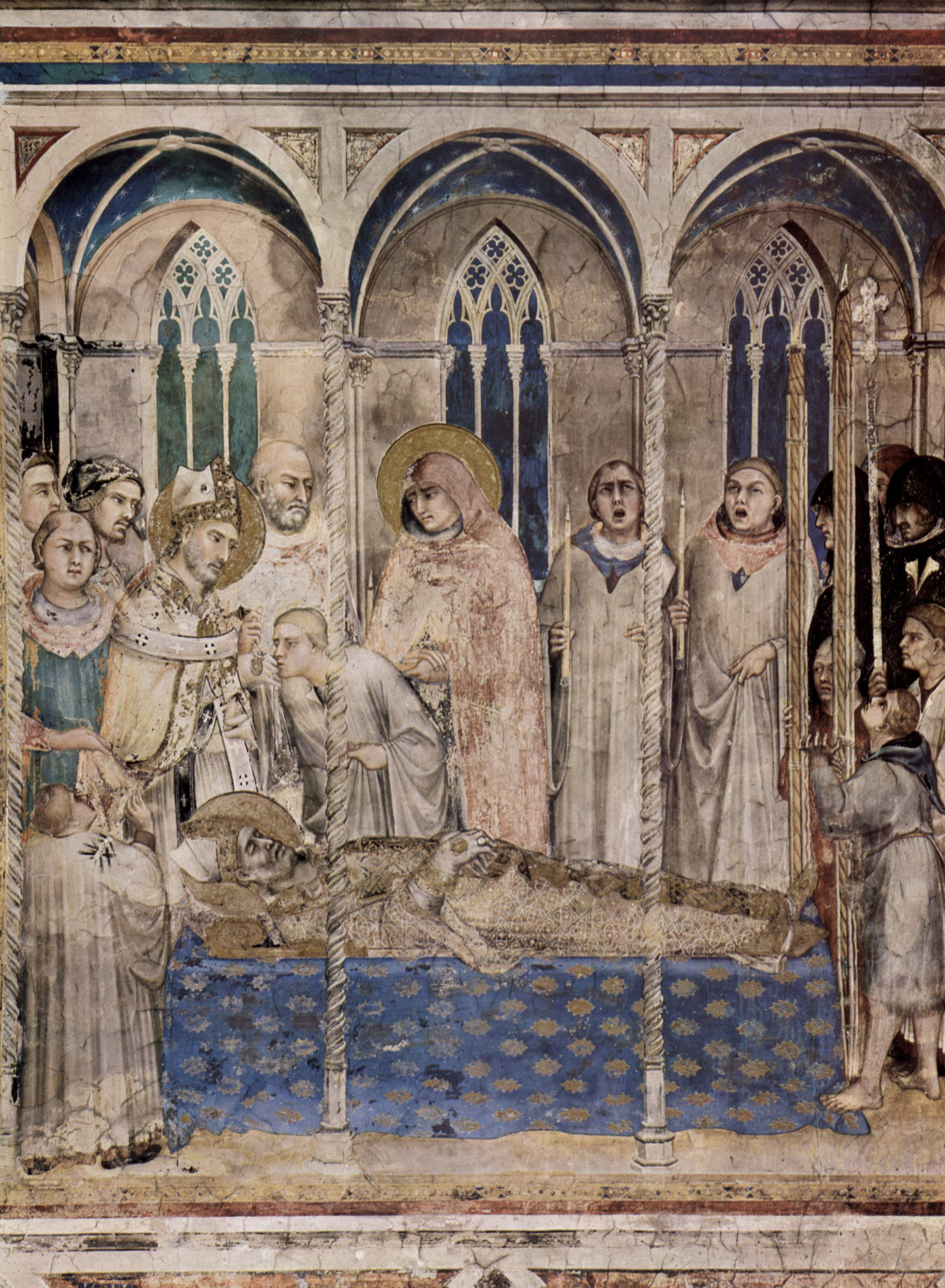
Représentation de la mort du saint, par Simone Martini.

Par la suite, Martin de Tours refusa toujours de participer aux assemblées épiscopales, ce qui, avec ses efforts pour sauver de la mort Priscillien, le fit suspecter d’hérésie. L’empereur Théodose Ier déclara nulles les décisions de Maxime dans cette affaire ; Ithace sera déposé quelques années plus tard et Hydace démissionnera de lui-même de sa charge,.
Marmoutier comptait 80 frères vivant en communauté, issus pour la plupart de l’aristocratie ce qui permettait à Martin de jouir d’une grande influence et de se faire recevoir par les empereurs eux-mêmes. Il existe désormais une complicité entre les empereurs et les évêques, entre le pouvoir de la nouvelle foi et le pouvoir politique. Mais cela n'empêche pas Martin, à la table de l'empereur, de servir en premier le prêtre qui l'accompagne et d'expliquer que le sacerdoce est plus éminent que la pourpre impériale.
Un jour, voyant des oiseaux pêcheurs se disputer des poissons, il explique à ses disciples que les démons se disputent de la même manière les âmes des chrétiens. Et les oiseaux prirent ainsi le nom de l'évêque ; ce sont les martins-pêcheurs.
Au soir de sa vie, sa présence est requise pour réconcilier des clercs à Candes-sur-Loire, à l'ouest de Tours ; l'urgence de l'unité de l'Église fait que malgré sa vieillesse, il décide de s'y rendre,. Son intervention est couronnée de succès, mais, le lendemain, épuisé par cette vie de soldat du Christ, Martin meurt à Candes, à la fin de l’automne, le 8 novembre 397 sur un lit de cendres comme mouraient les saints hommes. Au moment de sa mort, les personnes qui l'entourent rapportent avoir vu son corps paraître blanc comme neige.

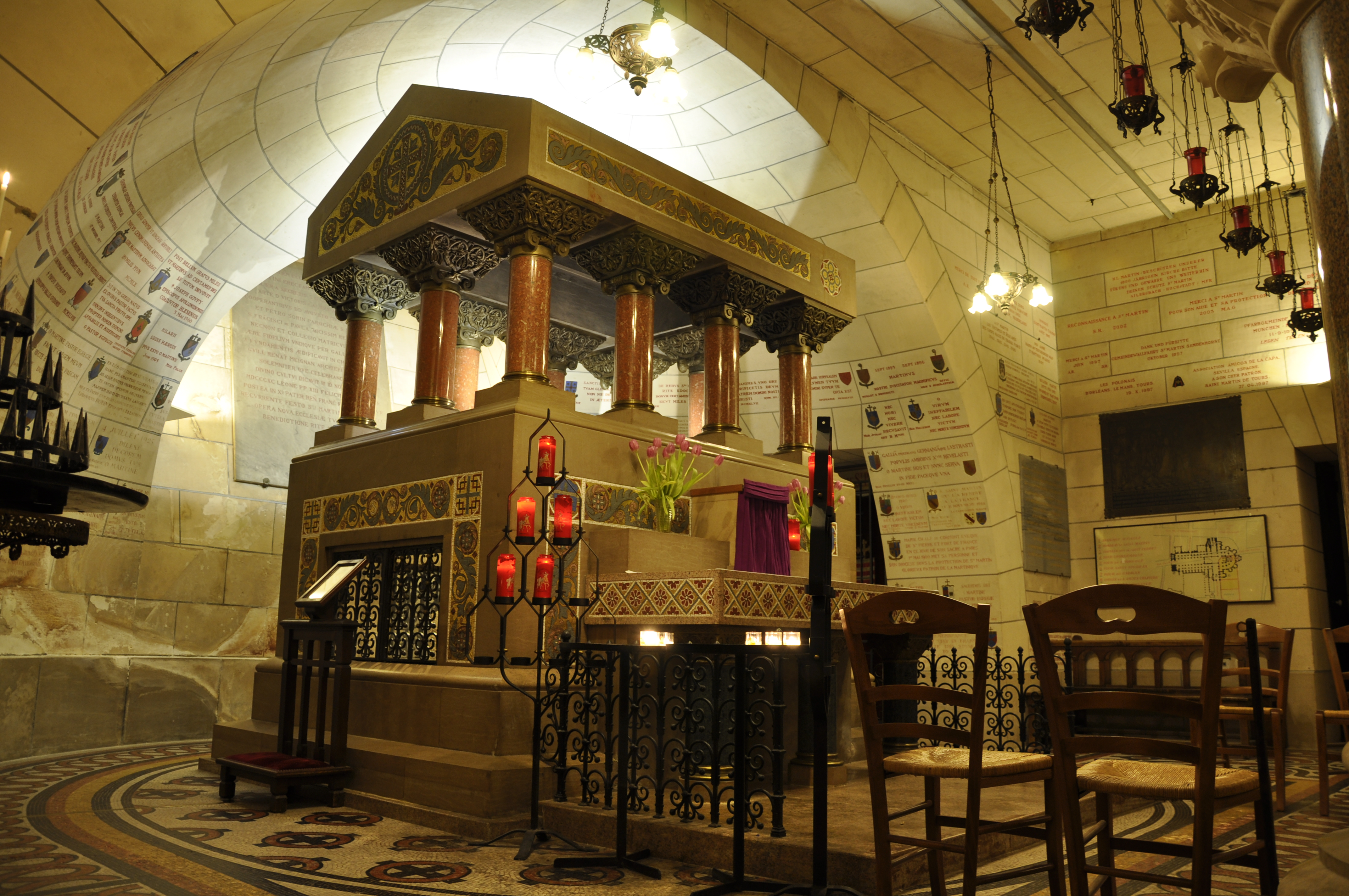
Tombeau de Saint Martin

Disputée entre Poitevins et Tourangeaux, sa dépouille est subtilisée par ces derniers qui, selon la tradition locale, auraient volé son corps en le passant par une fenêtre. Ils le ramènent en gabarre sur la Loire jusqu'à Tours où il est enterré le 11 novembre dans le cimetière chrétien extérieur à la ville après une halte en un lieu où sera plus tard construite la chapelle du Petit-Saint-Martin. Son tombeau devient dès lors un lieu de pèlerinage couru de tout le pays. Selon Grégoire de Tours, l'évêque Brice (lat. Brictius) fait construire en 437 un édifice en bois pour abriter le tombeau et le manteau (chape) de Martin, appelé pour cette raison chapelle. Constatant le rayonnement de ce sanctuaire, l'évêque Perpétuus fait construire à la place la première basilique Saint-Martin hébergeant le tombeau de Martin, dont la dédicace a lieu le 4 juillet 470.
Une légende veut que les fleurs se soient mises à éclore en plein novembre, au passage de son corps sur la Loire entre Candes et Tours. Ce phénomène étonnant donnera naissance à l’expression « été de la Saint-Martin ». Son successeur est Brice, un de ses disciples.

## Postérité

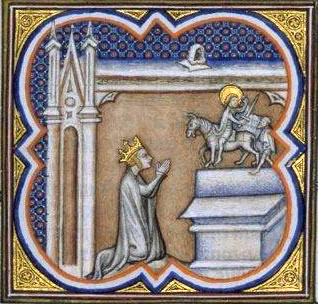
Clotilde, l'épouse de Clovis, priant saint Martin, enluminure des Grandes Chroniques de France, XIVe siècle.

Au début du Ve siècle, Brice de Tours (c.377-444), le successeur du saint patron martinien à l'évêché de Tours, en dépit d'une volonté clairement affichée d'éclipser ce dernier[réf. nécessaire], n'en fait pas moins édifier une basilique en lieu et place du tombeau de son prédécesseur. Postérieurement, l'ordre donné par Brice de Tours de bâtir la construction religieuse permet à ce dernier « d'être associé au culte de saint Martin ».
Bien qu'il ait prêché l'évangile dans les campagnes, et que Sulpice Sévère en fasse l'égal des apôtres, il ne semble pas qu'il ait organisé son action[réf. souhaitée]. Sa tombe a été marquée rapidement par l'érection d'un petit oratoire, remplacée par une collégiale en 818, reconstruite et agrandie après les raids vikings en 1014 puis par Hervé de Buzançay après le grand incendie de Tours de 1203 : basilique Saint-Martin de Tours avec le service de 200 chanoines réguliers . C'était le siège de pèlerinages favorisés par l'existence d'un double déambulatoire et l'exposition des os du saint, mis dans une chasse d'or par les soins de Charles VII en 1424. Mais, progressivement, la désaffectation et la vétusté des locaux, aggravées par les destructions au cours des guerres de Religion, en particulier par les huguenots en 1562, aboutissent à l'écroulement de la voûte en 1797 et à la décision de démolition de la basilique au début du XIXe et avec percement de nouvelles rues, qui ne laissèrent en place que les tours de l’horloge et de Charlemagne, qui elle-même s'effondrera en 1928. Néanmoins une nouvelle basilique, plus petite (et orientée perpendiculairement), a été reconstruite de 1886 à 1924 dans la crypte où se trouve le tombeau.
Créé en 2005, l'itinéraire culturel européen saint Martin de Tours, fait partie des itinéraires labellisés par le Conseil de l'Europe.

### Gaule romaine et Gaule franque

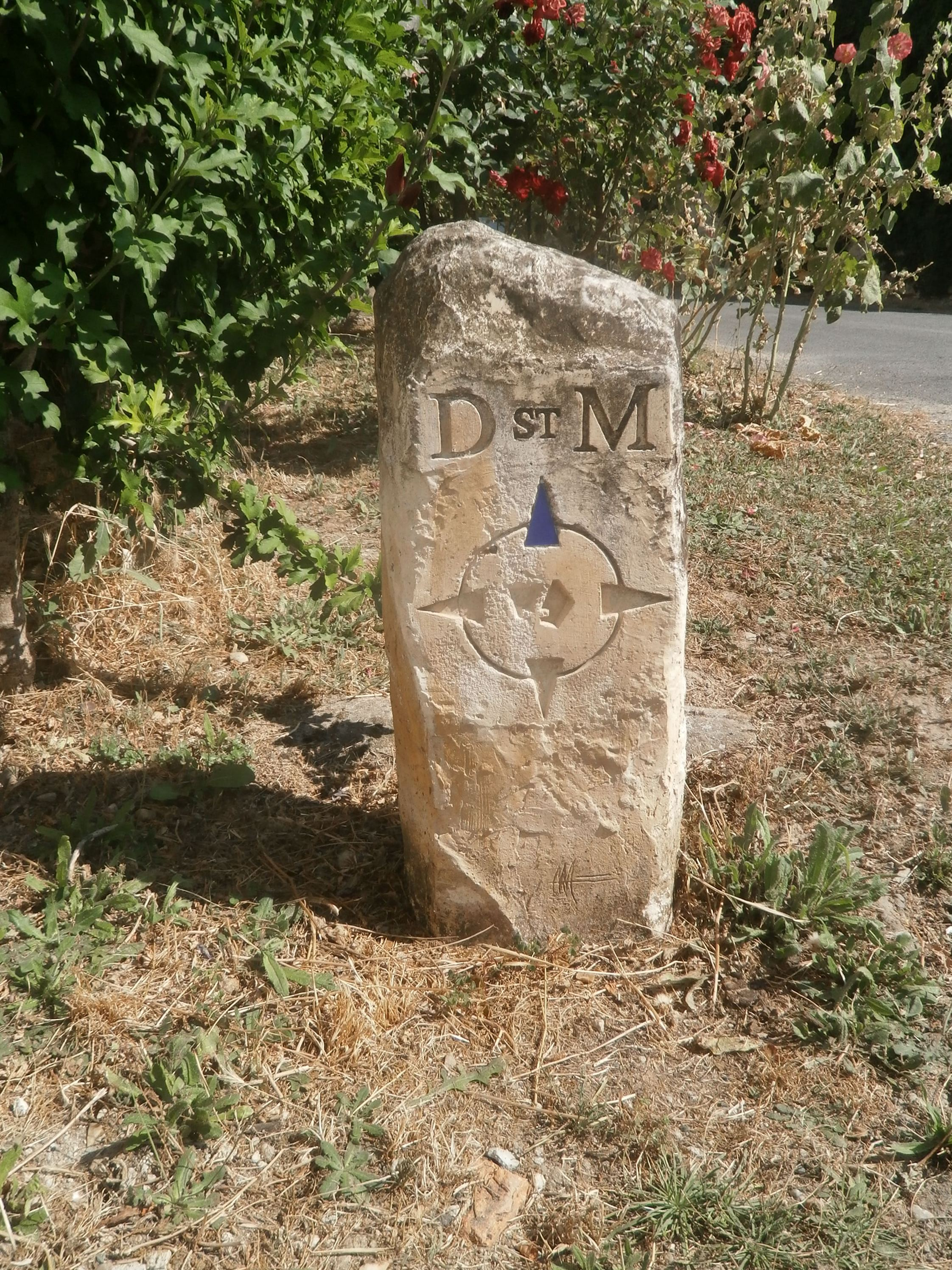
Borne, à Candes-Saint-Martin, de balisage de la via sancti Martini, chemin de pèlerinage lié au culte de saint Martin. Son inscription signifie : « Doyenné de Saint-Martin ».

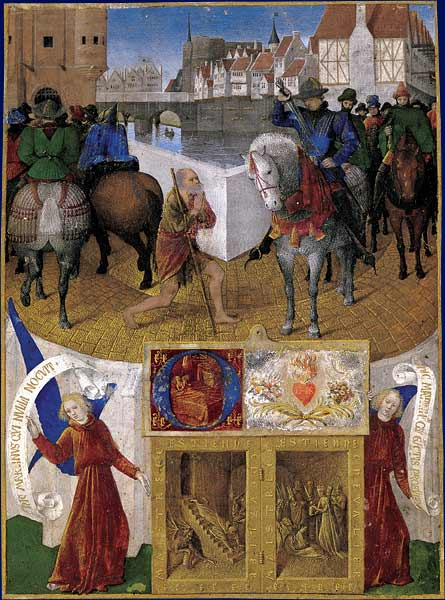
Représentation d'éléments de la vie du saint. Miniature du Livre d'heures d'Étienne Chevalier.

L'importance historique de Martin de Tours tient surtout au fait qu'il a créé les premiers monastères en Gaule et qu'il a formé des clercs par la voie monastique. D'abord admiré par ses amis qui l'ont pris pour modèle (Sulpice Sévère, Paulin de Nole), son culte a été instauré par ses successeurs au trône épiscopal de Tours, qui ont su faire de leur basilique un sanctuaire de pèlerinage.
La place prise par le culte de Martin dans la liturgie et la littérature pieuse est surtout due à l'action de Perpetuus († vers 490), avec un Indiculus des miracles qu'il a fait versifier par Paulin de Périgueux et de Grégoire de Tours († 594), qui de même dressa une liste des miracles qu'il fit mettre en vers par Venance Fortunat. Ainsi, dès le Ve siècle, Tours était le premier lieu de pèlerinage des Gaules romaines ; le choix de Martin de Tours comme saint patron du royaume des Francs et de la dynastie des Mérovingiens est fait sous Clovis et en fit un des premiers saints confesseurs, l'ascèse et le service de l'Église étant jugés aussi méritoires que l'effusion de sang des martyrs. Tours reste par la suite un foyer spirituel important. À l'époque carolingienne, Alcuin, conseiller de Charlemagne, fut nommé abbé de Saint-Martin de Tours et de Cormery. Ces abbayes furent des foyers importants de la renaissance carolingienne aux alentours de l’an 800. La cathédrale de Mayence, au cœur de la Germanie franque, est également dédiée à saint Martin.
La cape de saint Martin de Tours, qui fut envoyée comme relique à la chapelle palatine d'Aix-la-Chapelle pour Charlemagne, est elle-même à l'origine du mot « chapelle », c'est-à-dire l'endroit où l'on gardait la « c(h)ape » du saint qui était emportée lors des batailles et portée en bannière. L'iconographie représente le plus souvent une cape rouge, parfois bleue, à tort car lors de cet épisode à Amiens, il est revêtu de la « chlamyde » blanche que porte tout cavalier de la garde impériale. Cette cape serait aussi à l'origine du mot « Capet », nom de la dynastie des rois de France : Francs capétiens,. Ainsi, du royaume d'Austrasie jusqu'à la fin de l'Ancien Régime, saint Martin reste le symbole de l'unité franque (resp. française).
Aujourd’hui, Martin est le patronyme le plus fréquent en France, où 246 communes portent son nom et plus de 3 700 églises sont placées sous son vocable ; son nom de baptême est devenu le nom de famille le plus fréquent de France.
Une communauté de prêtres et de diacres séculiers, la Communauté Saint-Martin, fondée en 1976 et présente principalement en France, s'est placée sous son patronage.
Il existe également au Royaume-Uni, l'église St Martin-in-the-Fields, traduction en anglais de Saint-Martin des Champs, situé à Trafalgar Square, à Londres, construite en 1721, lui rendant hommage. Il inspira également l’appellation de divers autres lieux (voir St Martin-in-the-Fields (homonymie)).

### En Hongrie
Né dans l'ancienne Pannonie, Martin de Tours voit son culte s'implanter dans sa ville natale grâce à Charlemagne. Après une campagne contre les Avars en 791, ce dernier se rendit à Sabaria pour y honorer le lieu de naissance du saint. Plus tard à la fin du IXe siècle quand les Hongrois se convertirent au christianisme, Étienne Ier, s'efforçant de consolider la structure de l'État monarchique, demanda l'aide de saint Martin, selon la chronique, avant la bataille contre son oncle païen Koppány. Il fit vœu de renforcer son culte en Hongrie. Après la défaite de Mohács (1526) et le choix de Presbourg comme nouvelle capitale, le château et la cathédrale Saint-Martin devinrent les symboles du pouvoir royal.
Des églises  lui sont dédiées à Buják, Feldebrő, Gyöngyösfalu, Halászi, Hévízgyörk, Hollókő, Kemenesszentmárton, Kópháza, Ólmod, Rajka, Söpte, Doba, et à Szombathely.

### La Fête de la Saint-Martin en Flandre et en Belgique
On fête sur le territoire de la Flandre historique (principalement dans le Westhoek, la vallée de la Dendre et à Beveren), la Saint-Martin le soir du 10 novembre (ainsi que le soir du 11 novembre avant la Seconde Guerre mondiale).
Selon la légende, en effet, saint Martin portant la bonne parole sur les côtes flamandes, aurait perdu son âne parti brouter ailleurs, alors qu’il tentait d’évangéliser les pêcheurs d'un petit village, futur Dunkerque. À la nuit tombée, les enfants du pays se mettant à sa recherche, avec force lanternes, l'ont retrouvé dans les dunes, en train de manger des chardons et des oyats. Pour les remercier, saint Martin a transformé toutes les petites crottes de l’âne en brioches à la forme particulière, que l'on appelle folard (Voolaeren, et flamand occidental), ou craquandoules.
Les enfants chantent en Flandre française, cette chanson, le soir de la Saint-Martin :
« Saint Martin

Boit du vin

Dans la rue des Capucins

Il a bu la goutte

Il a pas payé

On l’a mis à la porte avec un

Coup d'balai »
en défilant dans la rue, avec un grigne-dents c'est-à-dire une lanterne en forme de tête, creusée dans une betterave à sucre. Après le défilé, on leur donne un folard et une orange, et le concours de la plus belle lanterne est organisé.
Cette façon de fêter la Saint-Martin montre bien qu’on a cherché à christianiser des usages anciens liés à la « fête païenne de Samain » qui survit sous le nom d’Halloween aux États-Unis. À la différence d'Halloween qui est une fête de la nuit et des morts, la Saint-Martin est la fête de la vie et de la lumière. Samhain représente le renouveau et donc les deux aspects à la fois. De plus, selon le calendrier de Coligny, cette période était celle du nouvel an chez les Gaulois.
Une tradition similaire existe aussi en Alsace et en Allemagne dans le pays de Bade ainsi qu'aux Pays-Bas.
Bien que commémoration chrétienne, en Flandre, la Saint-Martin est comme Noël fêtée dans les écoles laïques. Dans les cantons de l’Est également il reste, comme en Allemagne, un saint très populaire dont la fête donne lieu à des réjouissances similaires à celles qu'on trouve en Flandres.
Saint très populaire en Belgique où, rien qu’en Wallonie, près de 500 églises et chapelles lui sont consacrées. Saint Martin est aussi depuis 1579 le patron des arquebusiers à Visé en province de Liège, lesquels le fêtent toujours depuis l'origine de leur guilde. Les francs arquebusiers dégustent l’oie de la Saint-Martin le 11 novembre lors d’un repas particulier ; l'oie est en outre la spécialité culinaire de la ville de Visé, où on la prépare avec une sauce blanche à l'ail depuis des siècles. On fête également saint Martin dans le Nord du pays dans les Flandres ainsi que dans les cantons jadis prussiens et comprenant des communes comme Eupen (germanophone) ou Malmedy (francophone).

### La fête de la Saint-Martin en Suisse
Saint Martin est le patron de la ville de Vevey qu'il aurait traversé lors de ses périples. Une foire annuelle d'automne a lieu le mardi le plus proche du 11 novembre, jours de sa fête dans le calendrier catholique. Cette foire existe depuis plus de cinq siècles.
La fête de la Saint-Martin est aussi une fête gastronomique célébrée en Ajoie dans le canton du Jura.

### Saint Martin, saint patron de la garde suisse pontificale
Saint Martin est, avec saint Sébastien et saint Nicolas de Flue l'un des saints patrons de la garde suisse pontificale.

### La Fête de la Saint-Martin en Allemagne et en Autriche
Cette date tombe à la fin des récoltes, et, autrefois, les gens se rendaient avec des torches sur une place, où ils faisaient un grand festin, éclairés par un grand feu. En Allemagne et Autriche la Saint-Martin, symbole de partage, est toujours célébrée par des retraites au flambeau dans les rues, les lampions étant généralement portés ou même confectionnés par les enfants. On organise aussi des feux de joie. C’est une fête de la lumière. Certains enfants vont de maison en maison demander des bonbons aux voisins dans leur quartier, en échange d'une chanson. Les villes sont parfois décorées de lampions le soir et des foires commerciales coïncident avec l’événement. Le plat traditionnel est une oie rôtie (MartiniGansl en Autriche), volaille qui est grasse à point début novembre et qui rappelle la légende selon laquelle les oies auraient dénoncé le saint homme qui s'était caché au milieu d'elles, ne voulant pas être fait évêque de Tours. On prépare aussi certaines sucreries, comme les Weckmänner, appelés aussi Stutenkerle, ou les Martinsbrezeln.

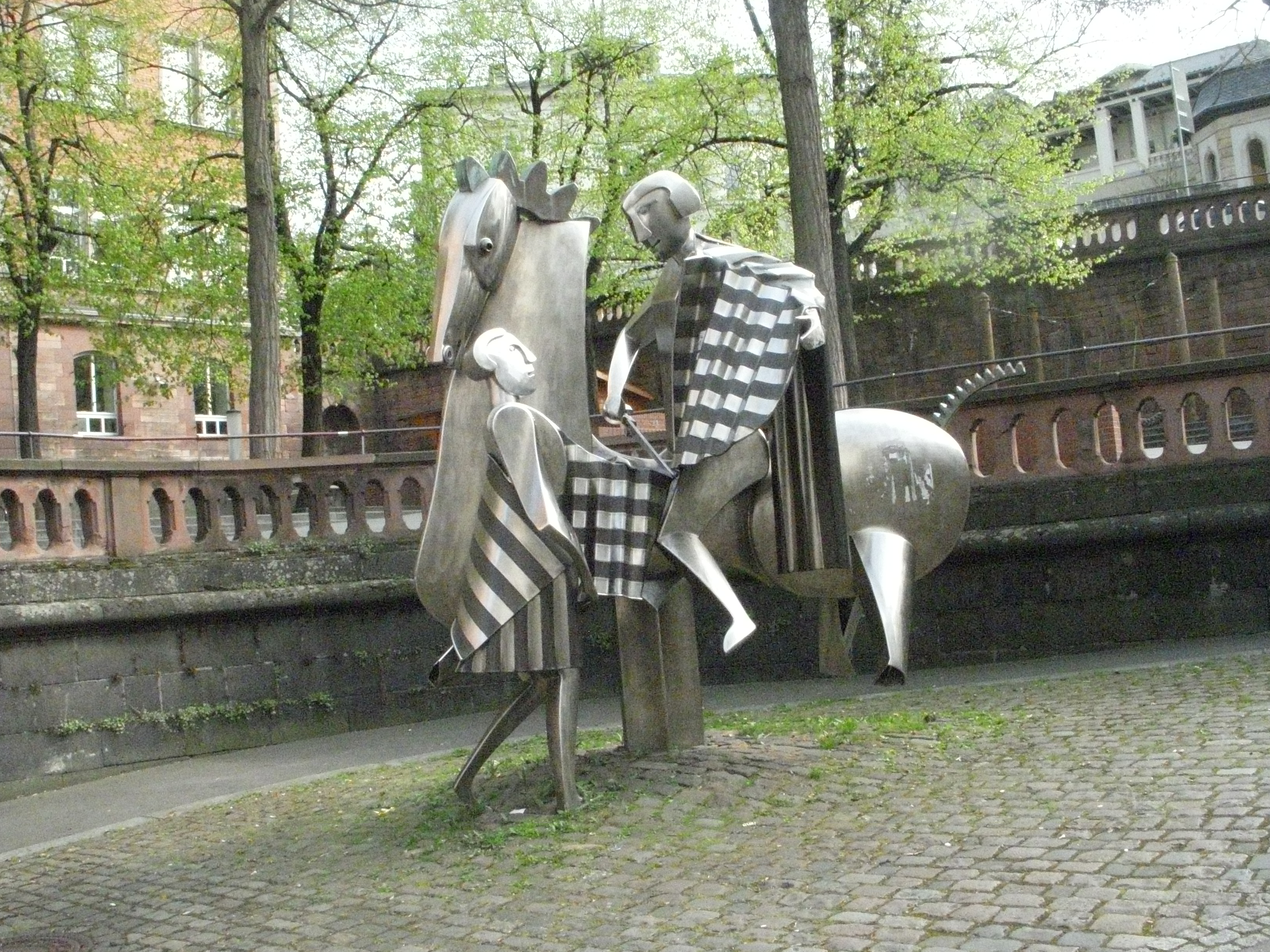
Sculpture contemporaine devant l'école Martinusschule dans la vieille ville de Mayence
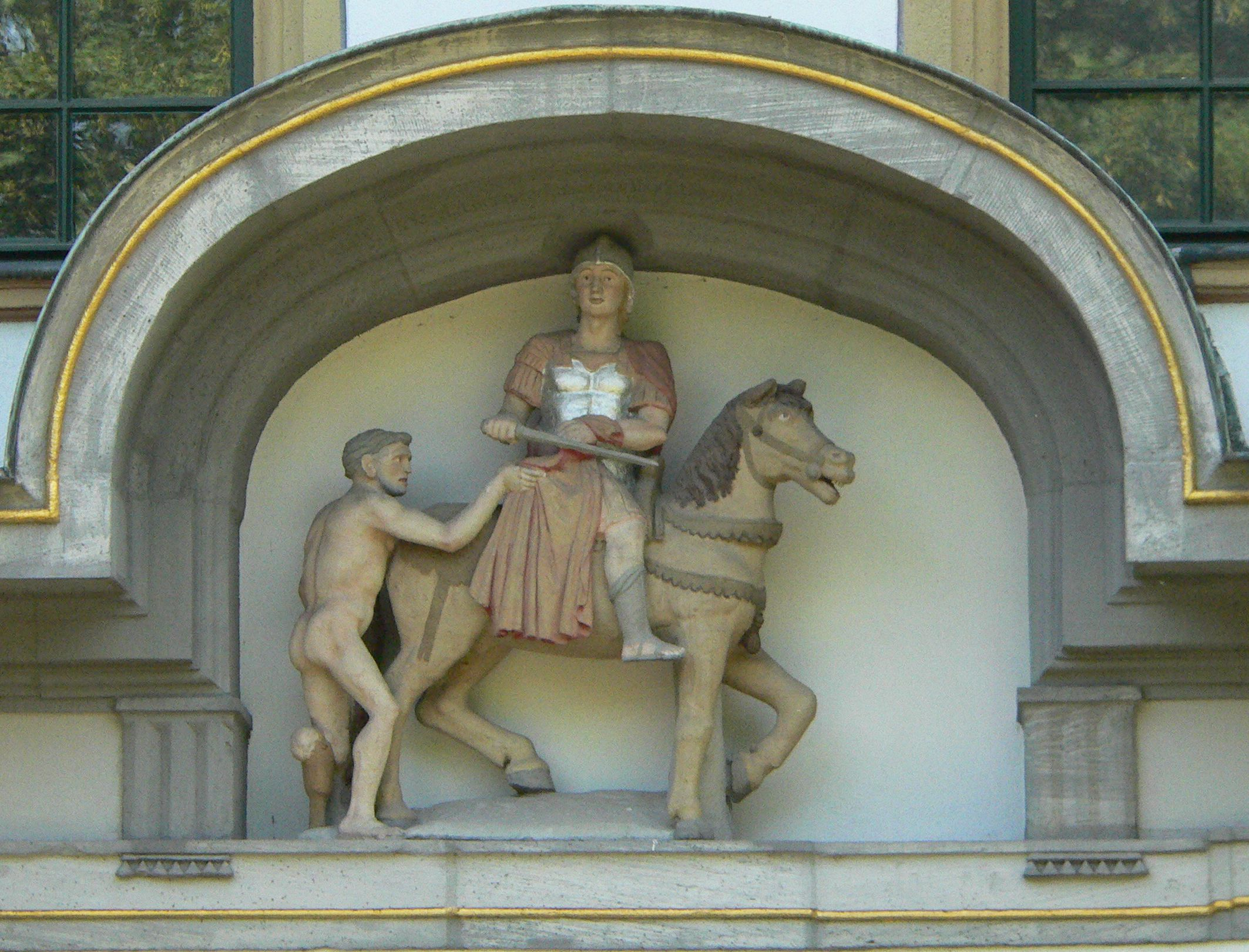
saint Martin partage son manteau, porte du château de Höchst à Francfort-sur-le-Main
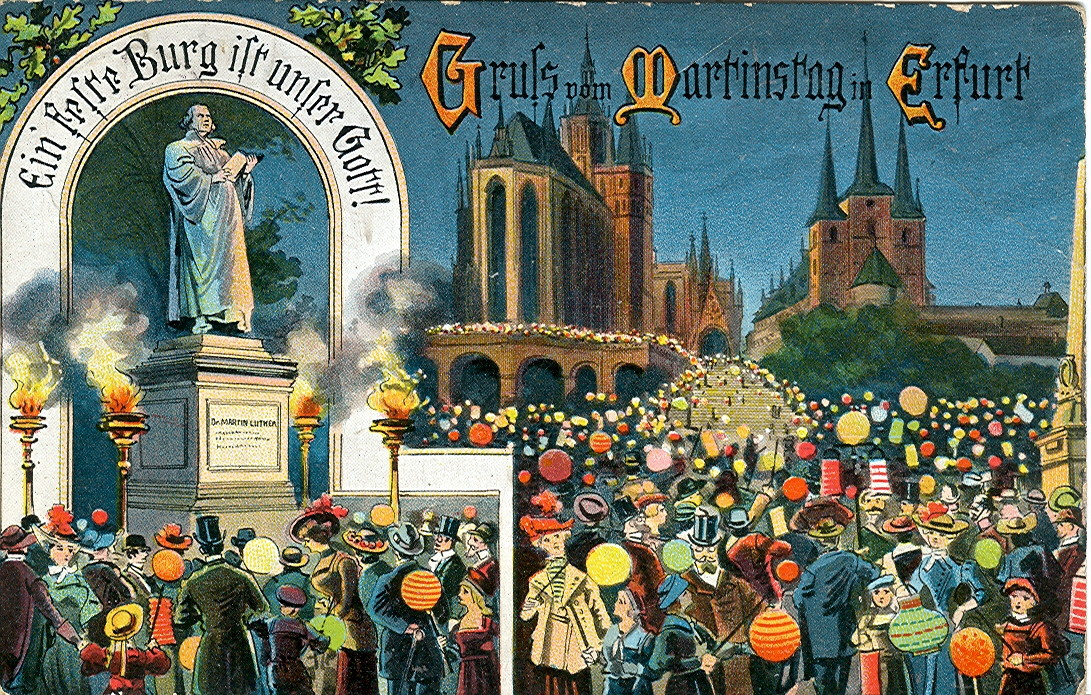
Carte de vœux de la Saint-Martin, Erfurt (1913)

### Saint Martin patron de Buenos Aires
Selon une tradition ancienne, les fondateurs de la cité se réunirent en octobre 1580 pour lui donner un saint, protecteur et patron. On organisa un tirage au sort, saint Martin fut désigné. N’étant pas satisfait d'avoir un saint français, on recommença, et le sort confirma saint Martin.
Aujourd’hui, la cathédrale de Buenos Aires abrite, côte à côte, trois « San Martín » :
- Martin de Tours ;
- Martín de Porres ;
- José de San Martín.

### Saint Martin patron de Rivière-au-Renard (Canada)
Saint Martin de Tours est également le patron de la paroisse Saint-Martin de Rivière-au-Renard en Gaspésie dans la province de Québec (Canada).
Saint Martin est également le saint patron du service du commissariat des armées.

### Les «Petits Clercs de Saint-Martin»
Dans les années 1920, à l'initiative d'un prêtre du diocèse de Tours, le chanoine Rutard, un foyer-séminaire fut créé et s'installa dans un bâtiment adossé à l'est de la basilique Saint-Martin, au 3, rue Baleschoux. Les jeunes formés par le chanoine Rutard et son équipe, les « Petits Clercs de Saint-Martin », provenaient de diocèses de France « riches » en vocation (essentiellement Centre et Ouest), des milieux ruraux mais également urbains. Les élèves, instruits à l'origine sur place, ont ensuite suivi leur scolarité dans les collèges et lycées des alentours. Assurant un service religieux quotidien et dominical à la basilique de Saint-Martin, formés au chant grégorien qu'ils chantaient à la basilique, les Petits Clercs, après être passés par le Grand Séminaire diocésain, intégraient le clergé du diocèse de Tours. Soutenue par la générosité tourangelle, cette institution était gérée comme une grande famille chaleureuse. La pédagogie familiale y éduquait les jeunes vers le sens de la responsabilité basé sur la confiance mutuelle, et se traduisait souvent par une forme d'autodiscipline assez librement acceptée, le groupe « remettant en place » le contrevenant. Ce mode de discipline collective et individuelle, sorte de contrat de vie, a souvent étonné les visiteurs. L'institution forma environ une centaine de prêtres pour le diocèse de Tours. Les « Petits Clercs de Saint-Martin » quittèrent « leur chère Maison » rue Baleschoux en 1972 pour s'installer sur le site de l'ancien grand séminaire sur la rive nord de la Loire, 10 rue Losserand. Le "Centre Saint-Martin", fusion du Petit Séminaire de Tours et des Petits Clercs de Saint Martin était né.

### 16ecentenairede la mort de Martin de Tours
En 1996-1997, des célébrations ont été organisées en France sous l'égide d'un Comité pour la commémoration des origines pour le 16e centenaire de sa mort (ainsi que pour le 15e centenaire du baptême de Clovis).
La tour Charlemagne est un vestige d'une ancienne basilique dédiée à saint Martin de Tours.

### Dans les Églises chrétiennes
La mémoire de Saint Martin est célébré dans l'Église orthodoxe le 12 octobre.
Dans l'Église catholique sa mémoire est célébrée le 11 novembre avec rang de « mémoire obligatoire ».

## Représentations
- Fresques de Simone Martini (1312-1318) dans la basilique Saint-François d'Assise.
- Madonna di San Martino à Pise.
- Saint Martin de Tours par Giambattista Tiepolo, 1734 à la Ca' Rezzonico de Venise[44]
- Vitraux dédiés à la vie de Saint Martin (dont Le partage du manteau) par François Lorin sur des cartons du peintre Georges Mirianon (1947), église Saint-Martin de Barentin[45].
- Les cinq tapisseries des Flandres, début XVIe siècle, retraçant les miracles de saint Martin et décorant le chœur de l'église Saint-Martin de Montpezat-de-Quercy (Tarn-et-Garonne), chefs-d'œuvre d'une rareté insigne : les tapisseries toujours en place en Europe à l'emplacement exact auquel elles étaient destinées sont exceptionnelles.
- La rue principale du village de Nangeville dans le Malesherbois (Loiret), portait le nom de Rue Saint-Martin avant de devenir Rue Martin de Tours en 2016. L'église du village porte elle aussi le nom de Saint-Martin de Nangeville.

### Le dôme Saint-Martin de Lucques
La vie de saint Martin est représentée par quatre bas-reliefs au-dessus des portes d’entrée du dôme Saint-Martin de Lucques ; en légende, les inscriptions latines figurant sous chaque bas-relief.

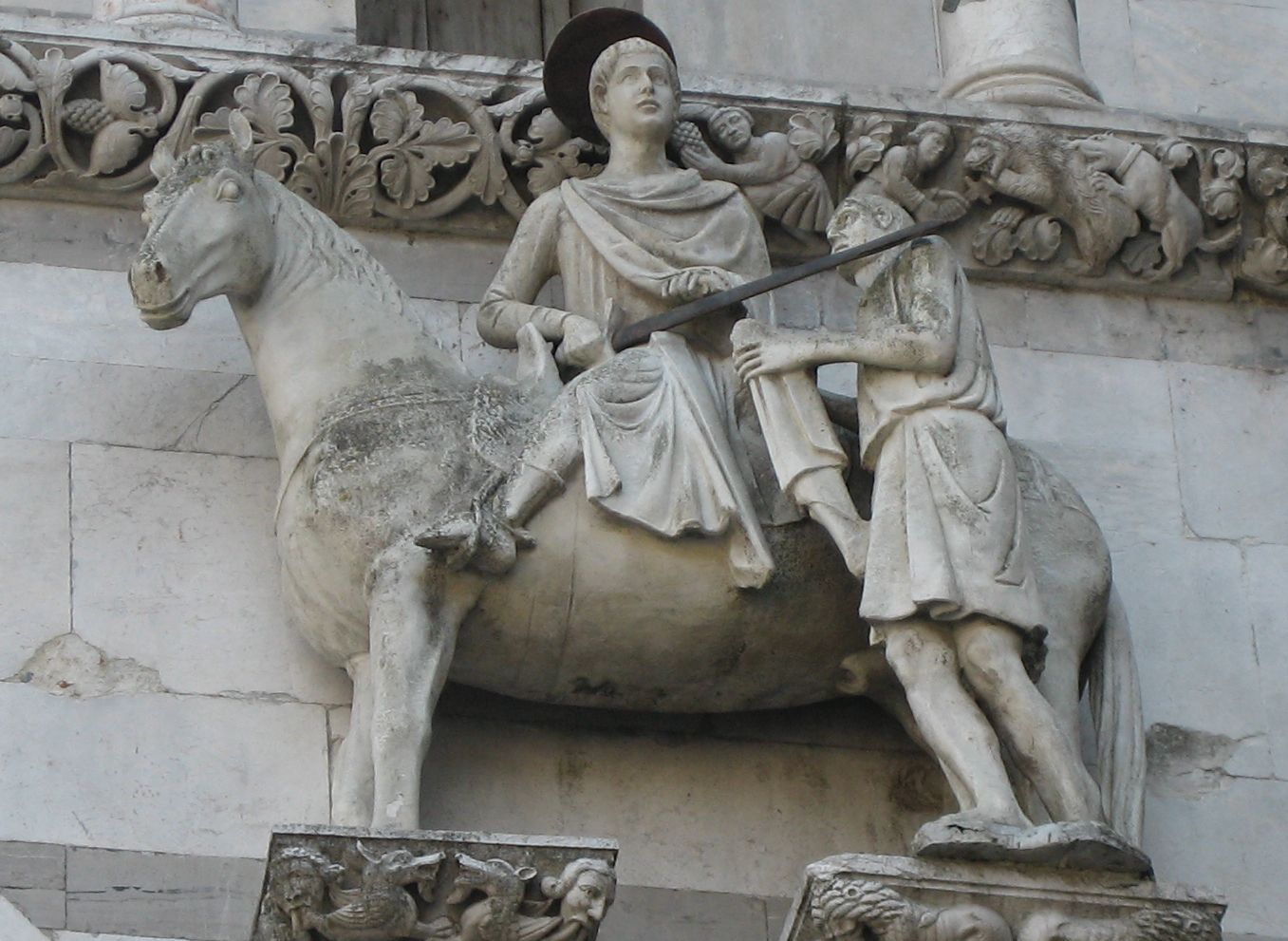
saint Martin, coupant son manteau pour le partager avec un pauvre. Façade du dôme de Lucques (Italie)
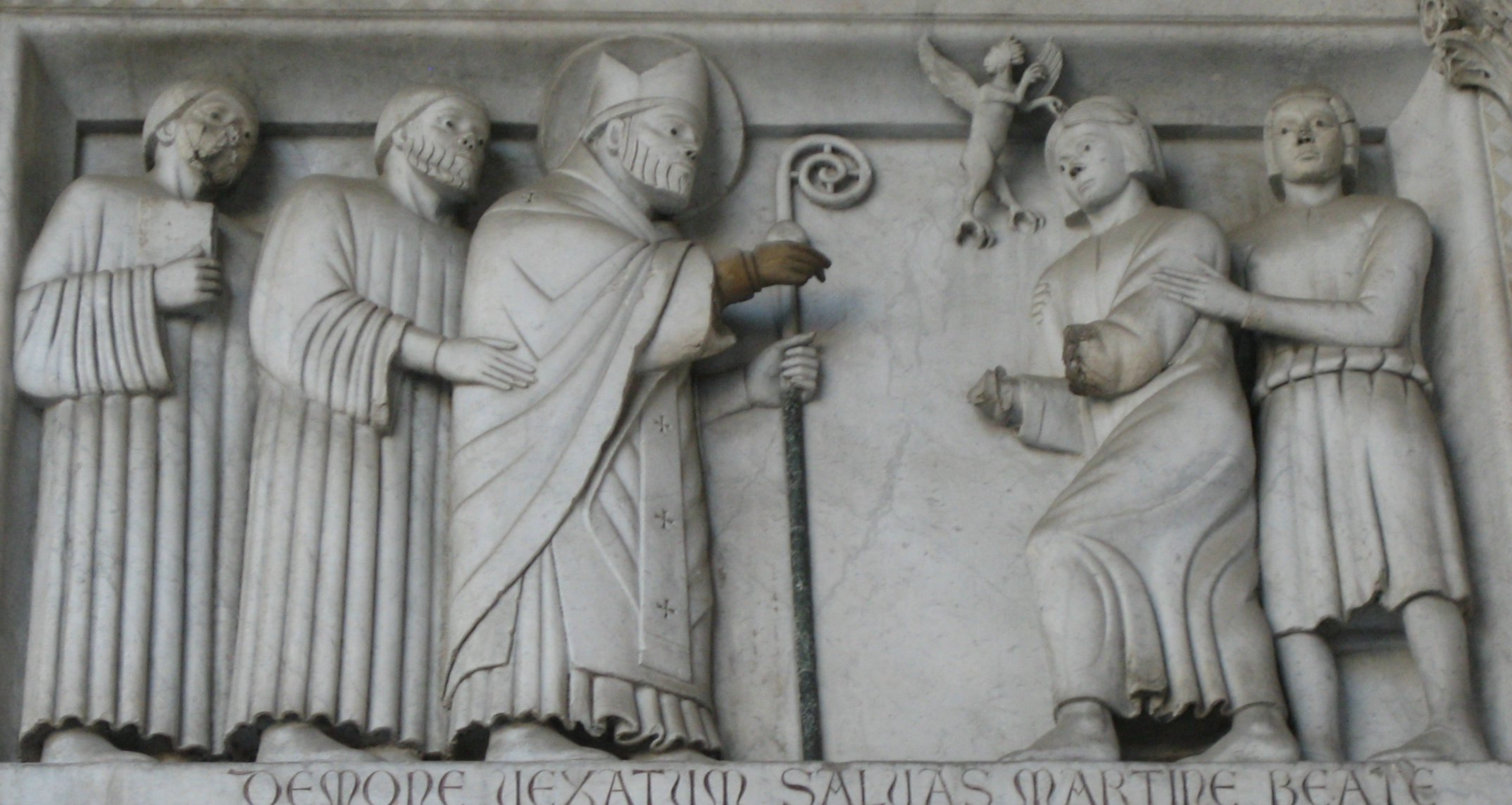
Demone vexatum salvas Martine Beate (« Bienheureux Martin, tu sauves un homme persécuté par le démon »)
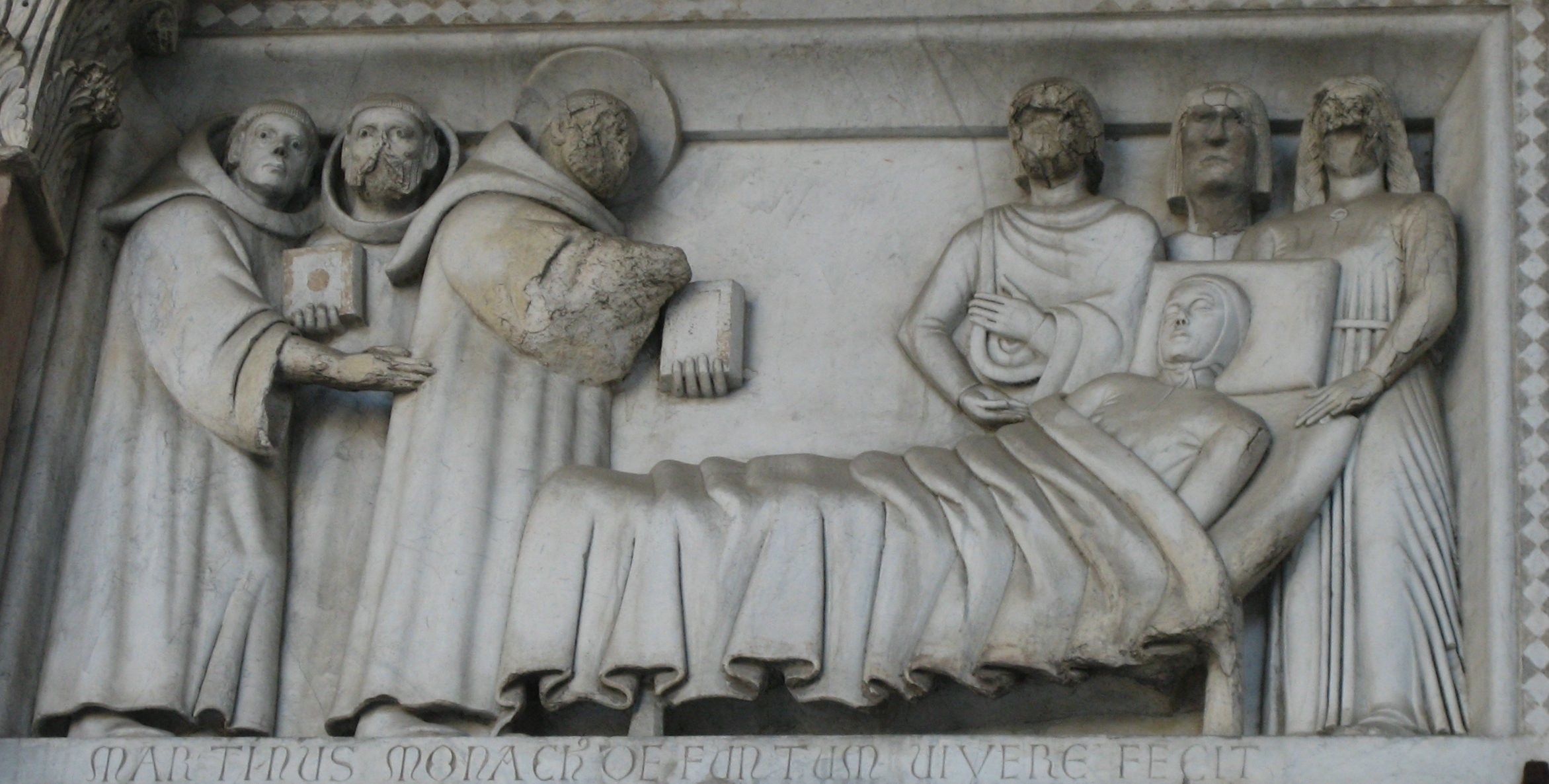
Martinus Monachum defunctum vivere fecit (« Martin a ramené à la vie un moine décédé »)
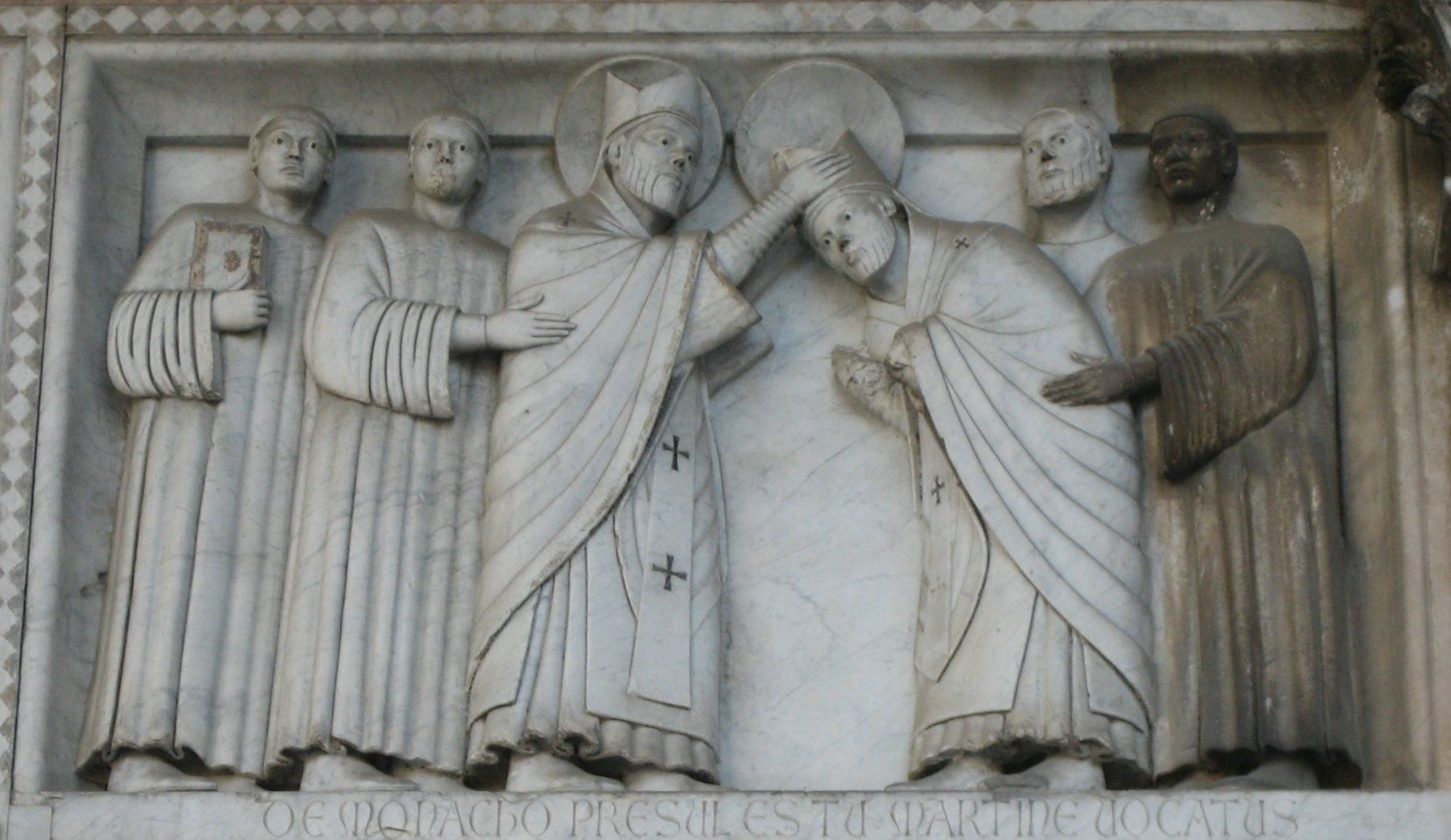
De Monacho Presul es tu Martine Vocatus (« De moine, toi, Martin, tu as été appelé à devenir évêque »)
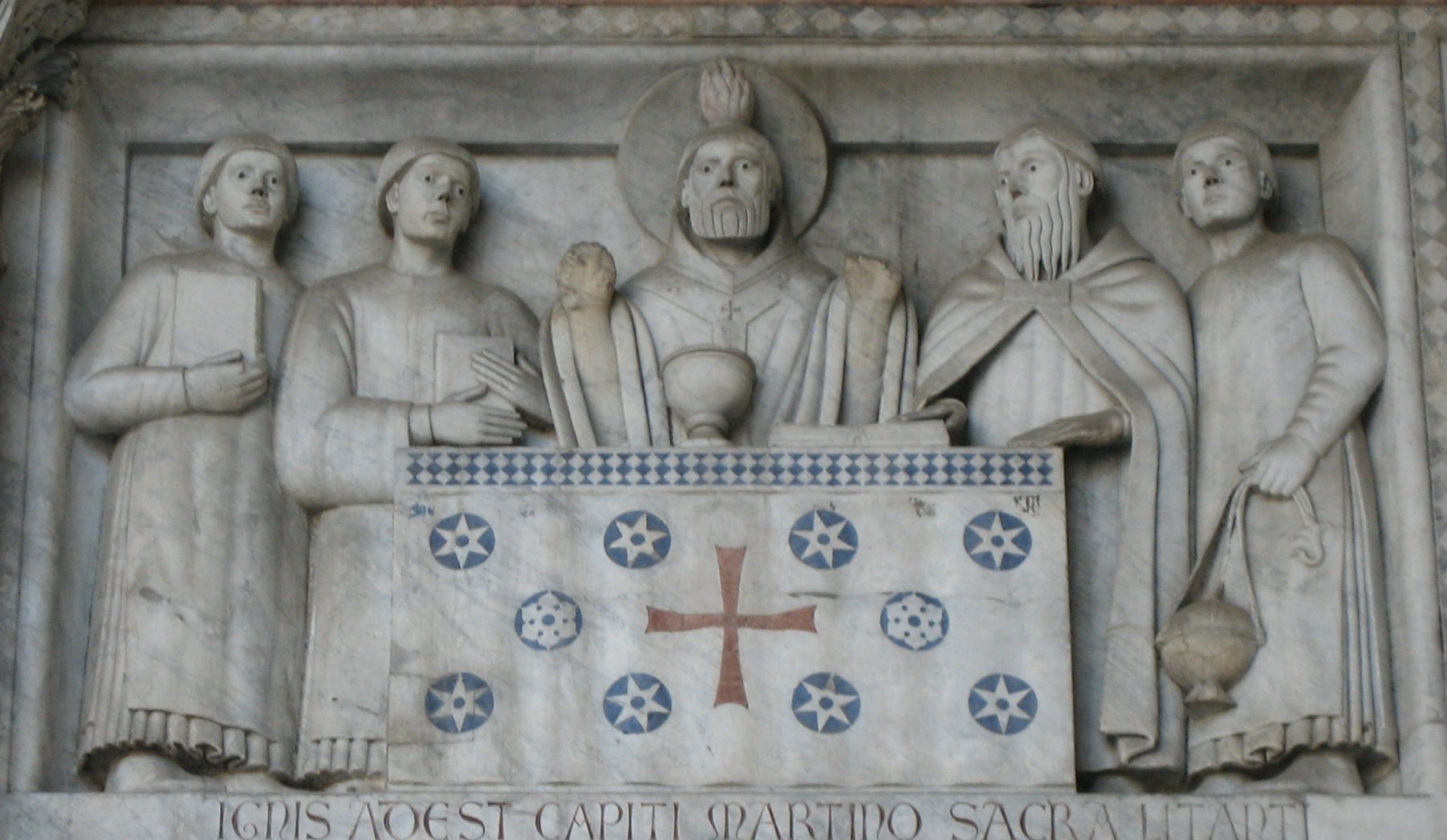
Ignis Adest Capiti Martino Sacra Litanti (« Un feu apparaît sur la tête de Martin accomplissant le saint sacrifice »)

### Autres représentations

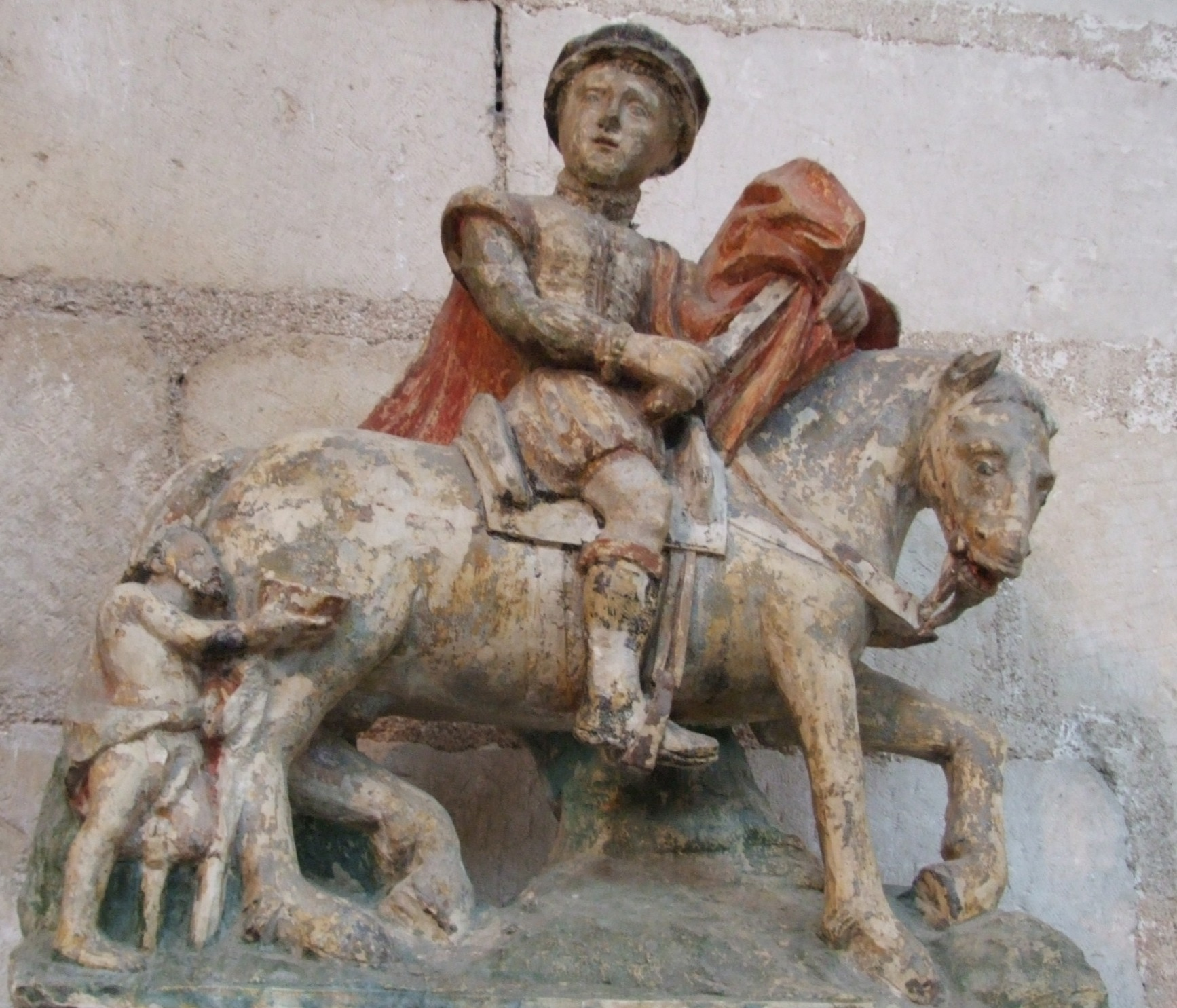
Saint Martin abbatiale Saint-Germain d'Auxerre (France, dép. Yonne).
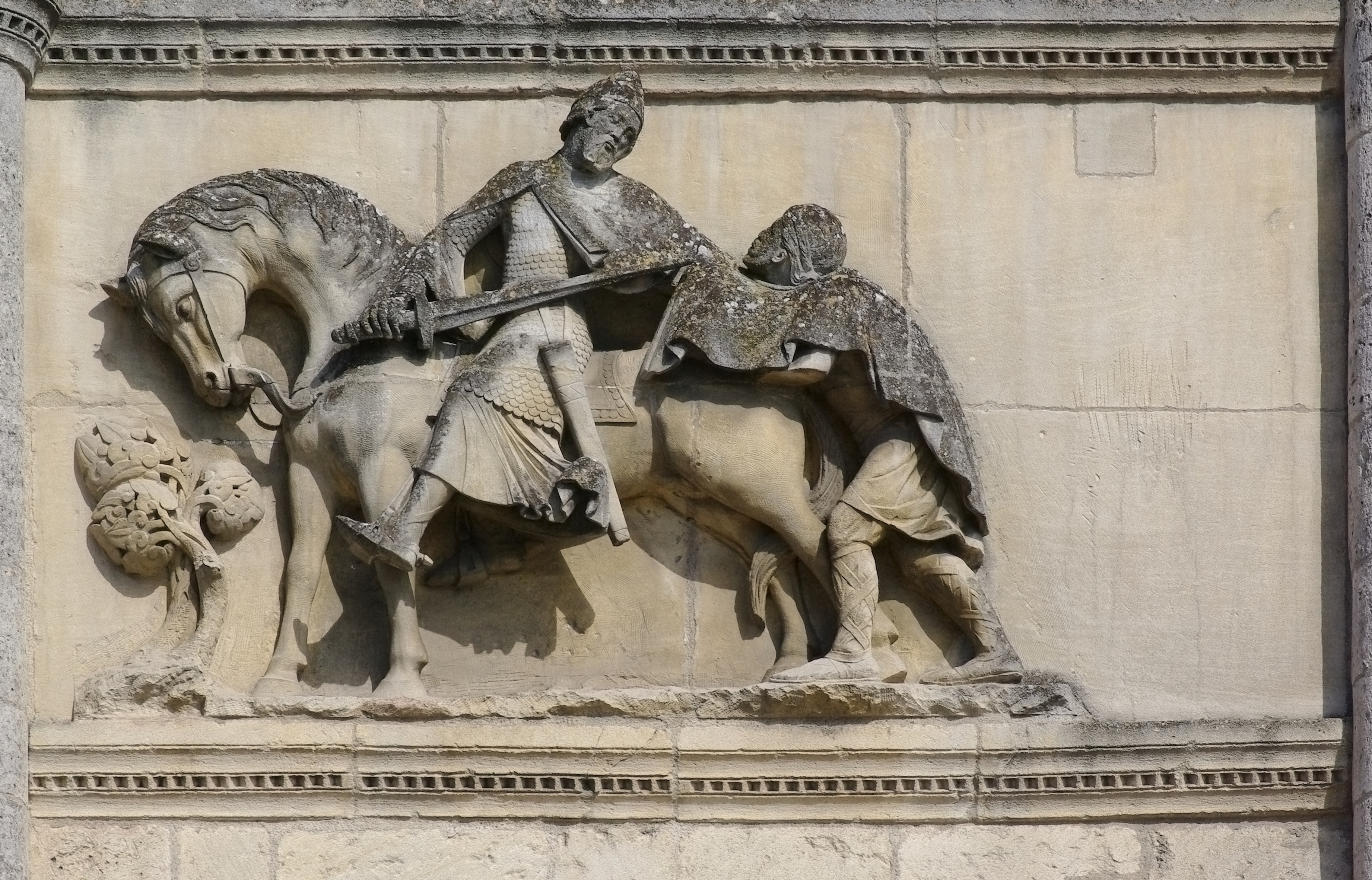
Façade de la cathédrale Saint-Pierre d'Angoulême XIIe siècle, Charente
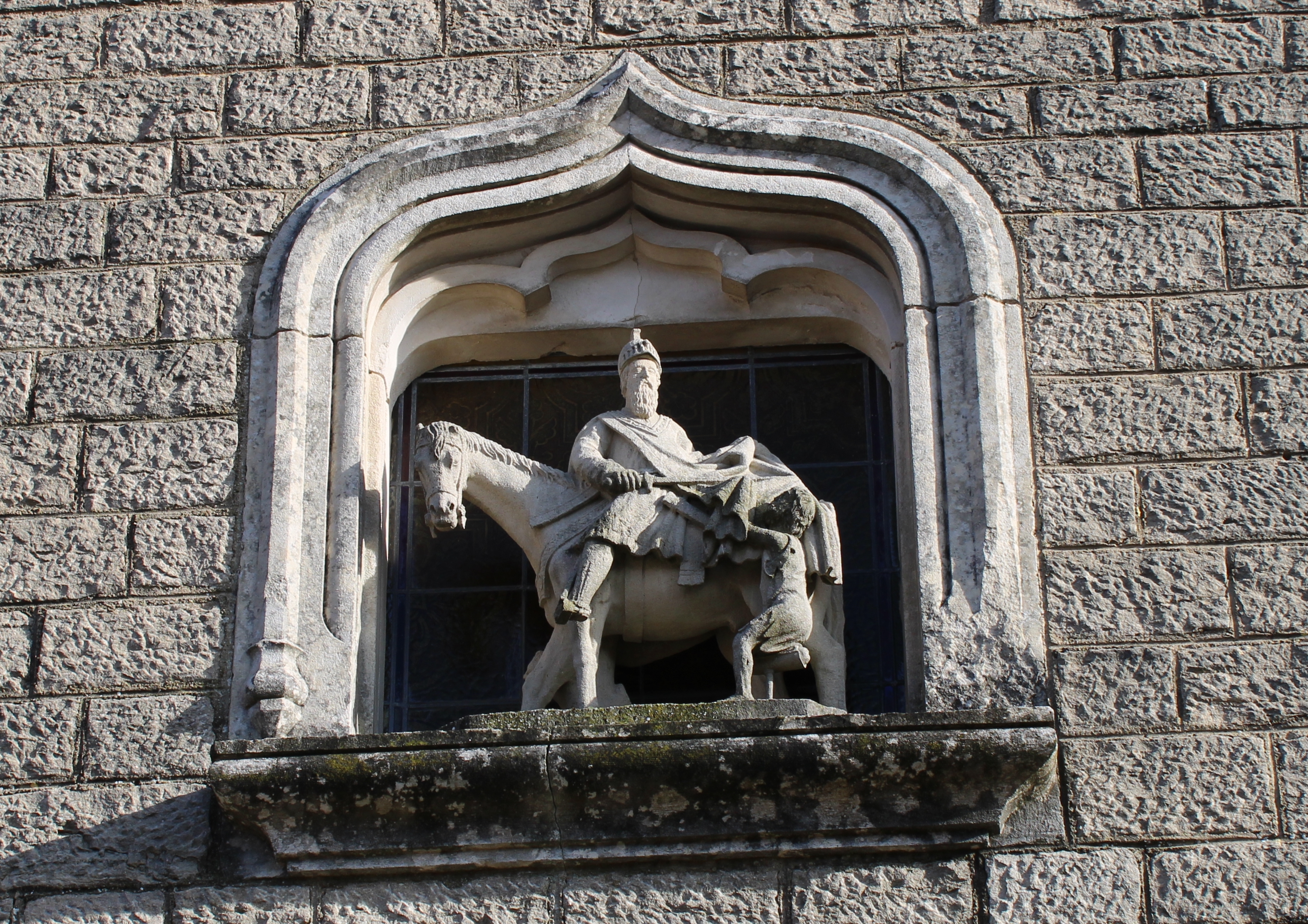
Saint Martin sur la façade Eglise Saint-Martin, XIVe siècle Verseilles-le-Bas,(Haute-Marne).
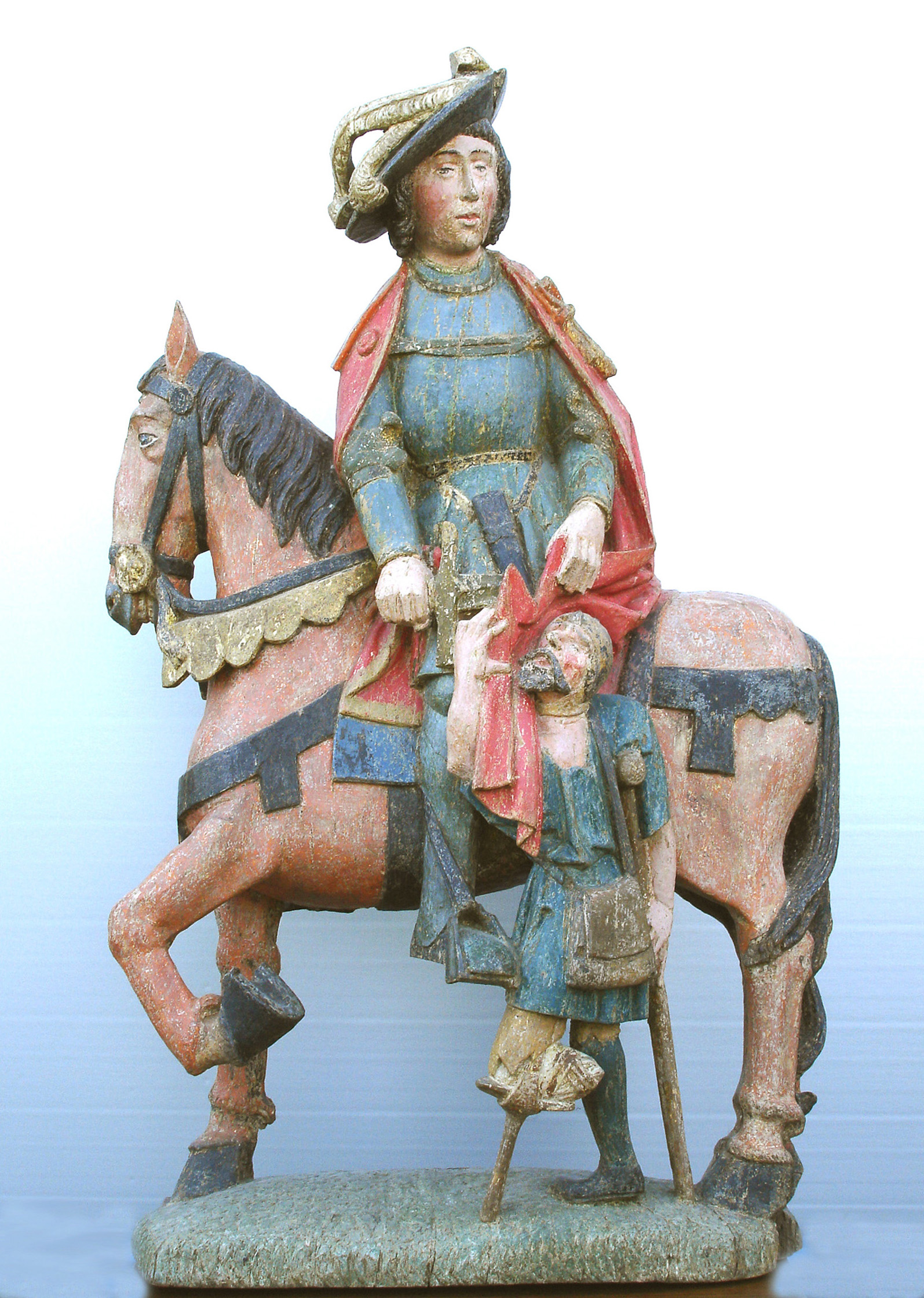
La Charité de saint Martin chêne polychrome, 1520-30 maître de Lesve, Tohogne, Belgique[46].
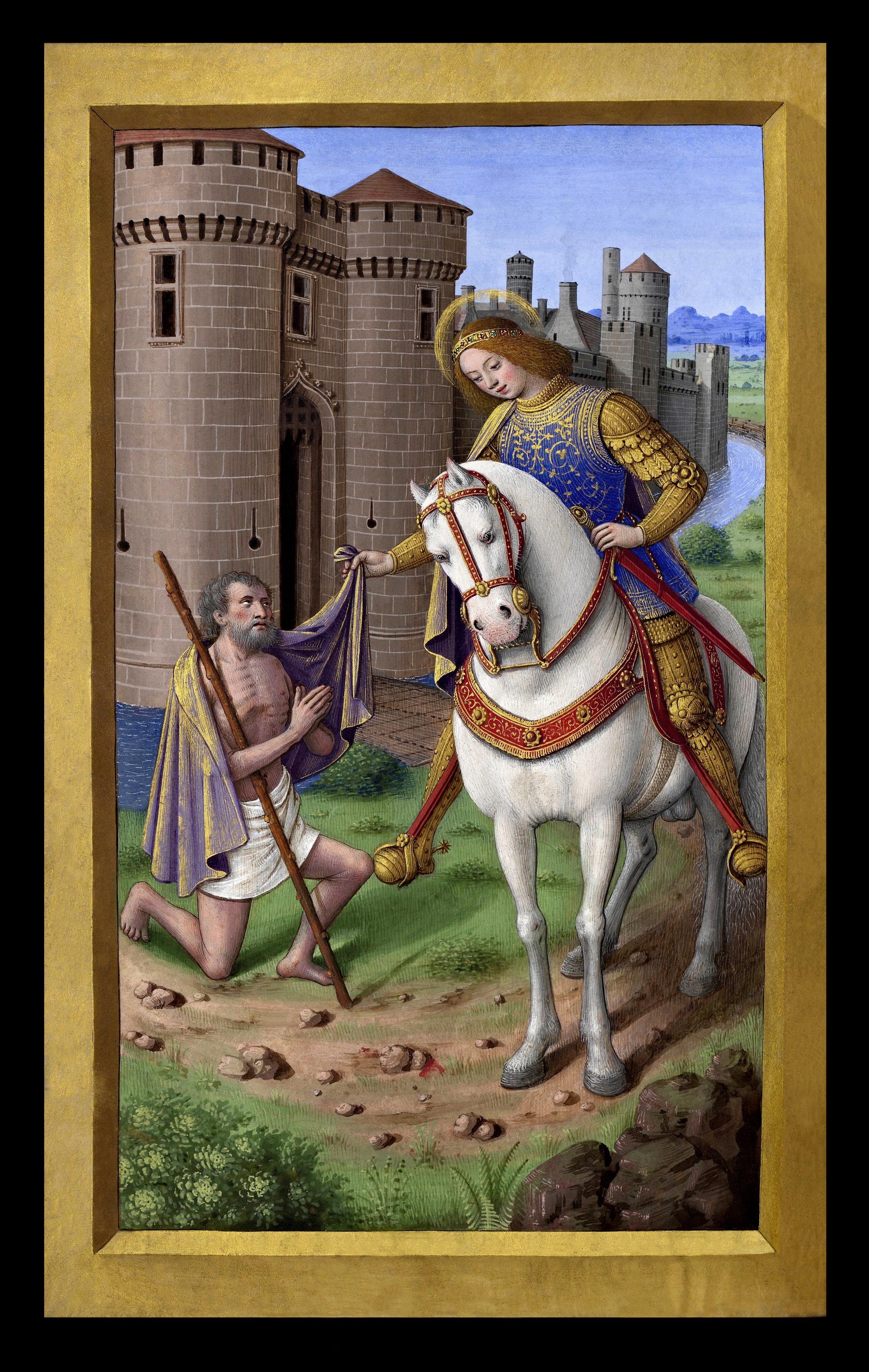
Miniature des Grandes Heures d'Anne de Bretagne par Jean Bourdichon, XVIe siècle.
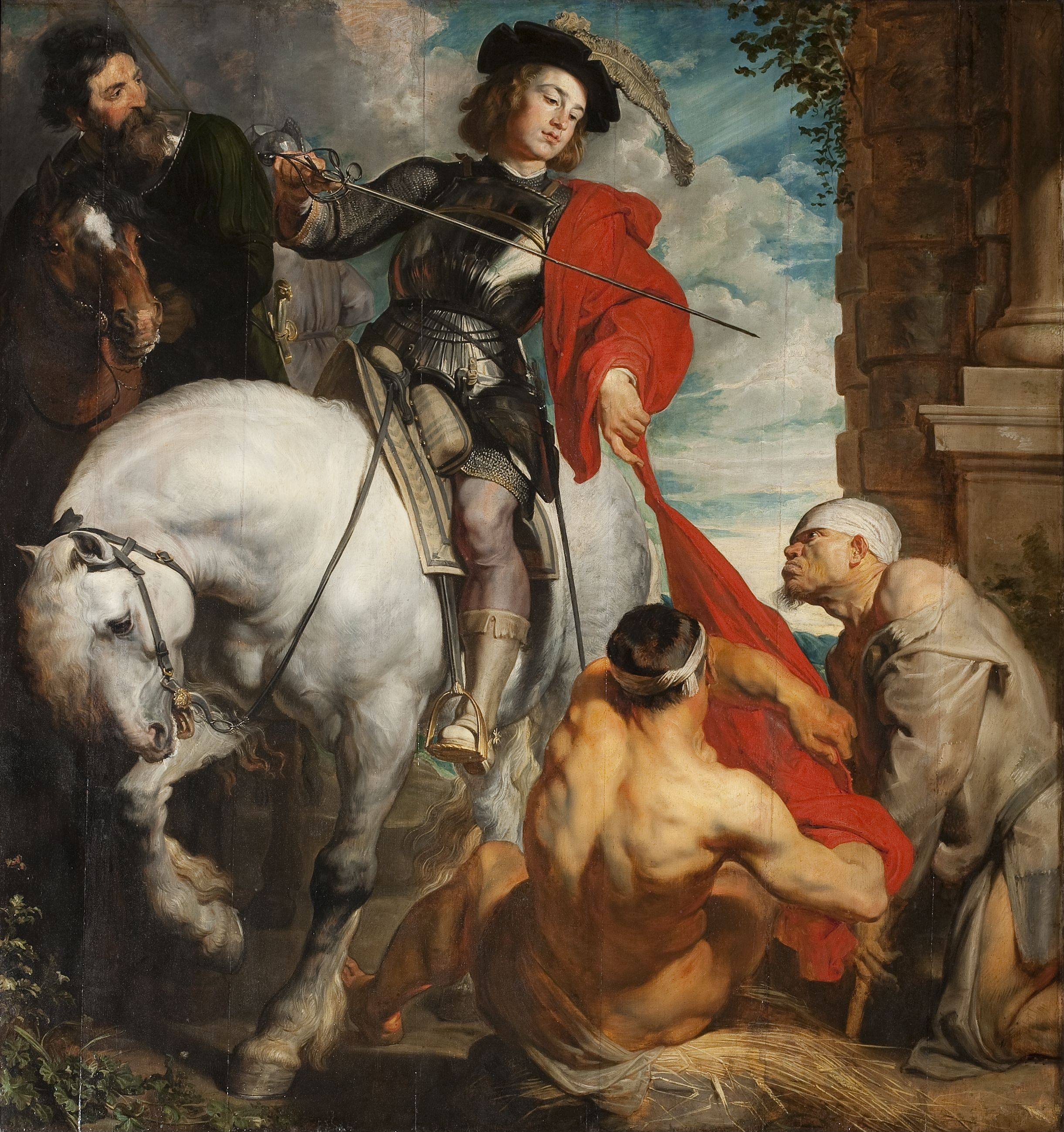
Saint Martin partageant son manteau Van Dyck, 1618, église Saint-Martin, Zaventem, Belgique.
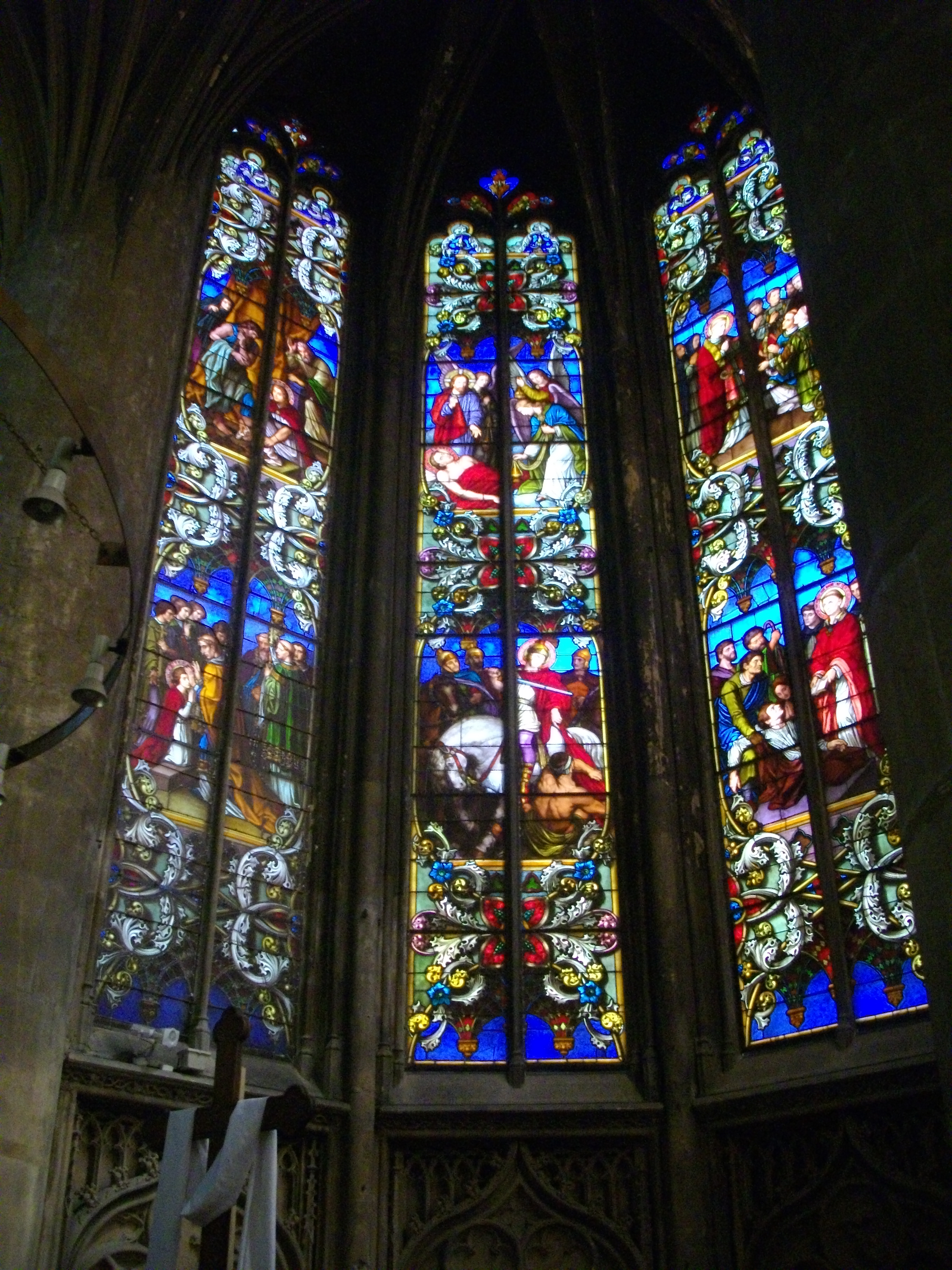
Vitraux du chœur de l'église Saint-Martin,(Maréchal, 1879-1880) Metz (Moselle)
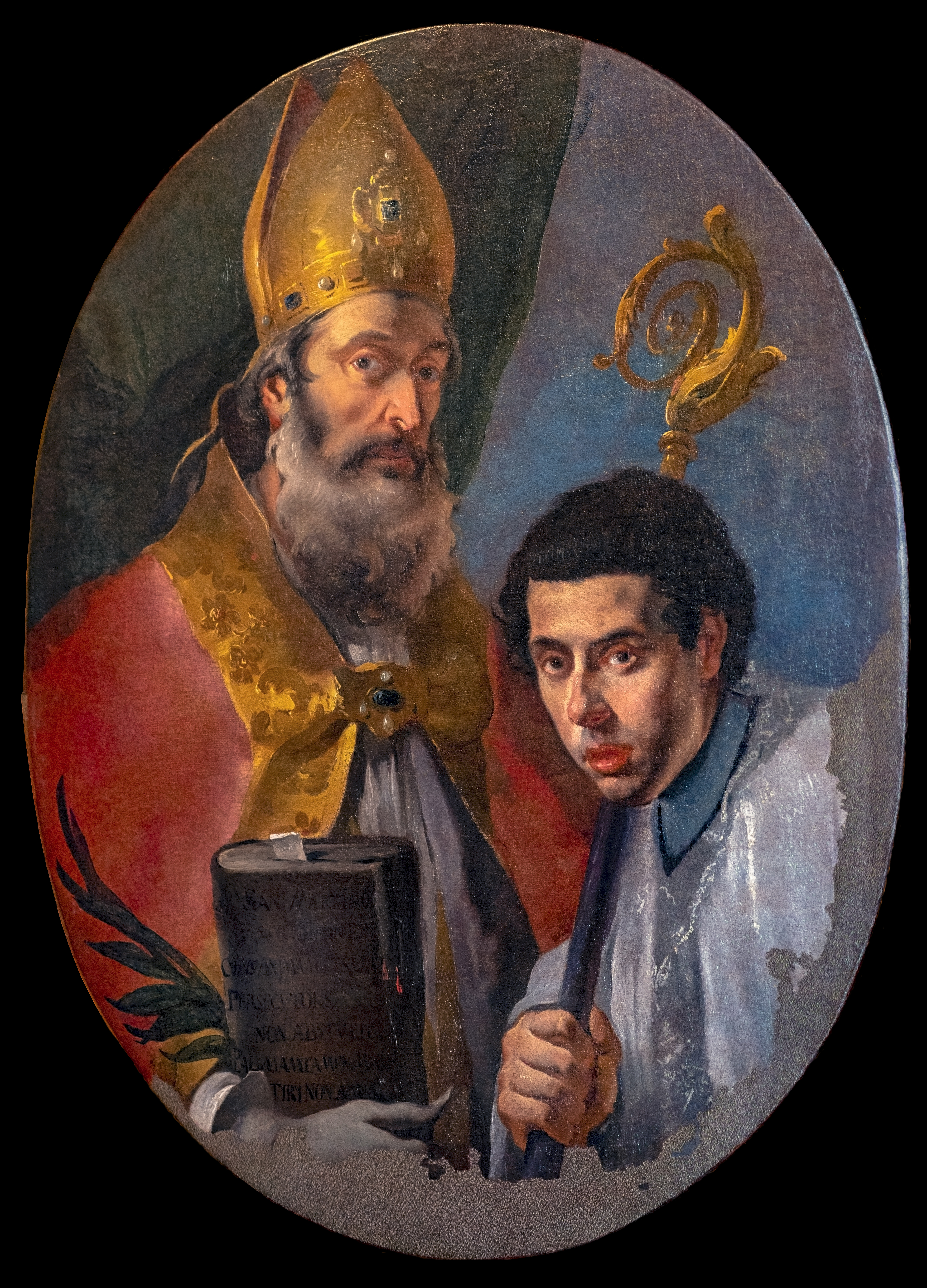
par Giambattista Tiepolo, 1734 Ca' Rezzonico, Venise
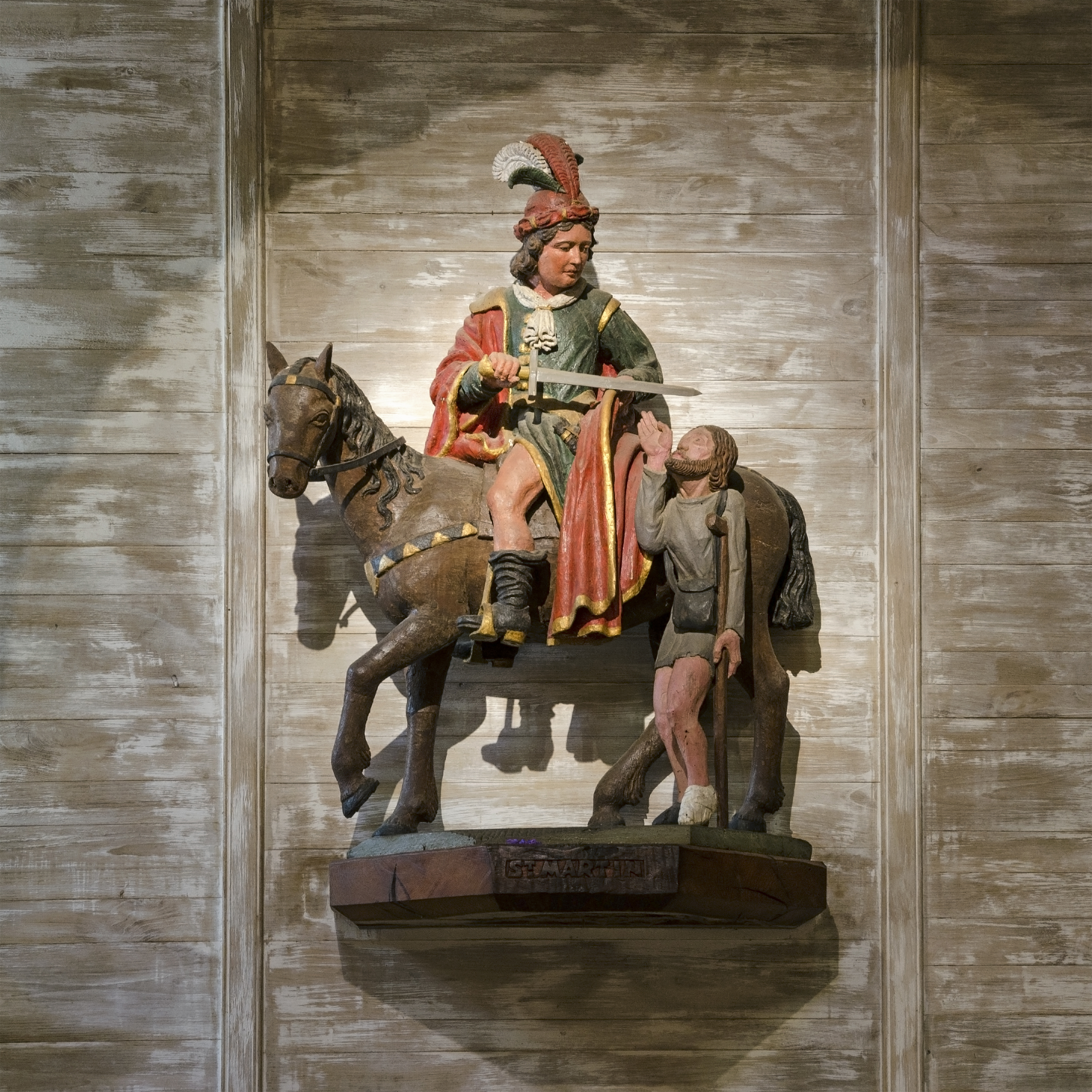
La Charité de saint Martin bois polychrome, XVIIe siècle, église Saint-Pierre de Saulges.
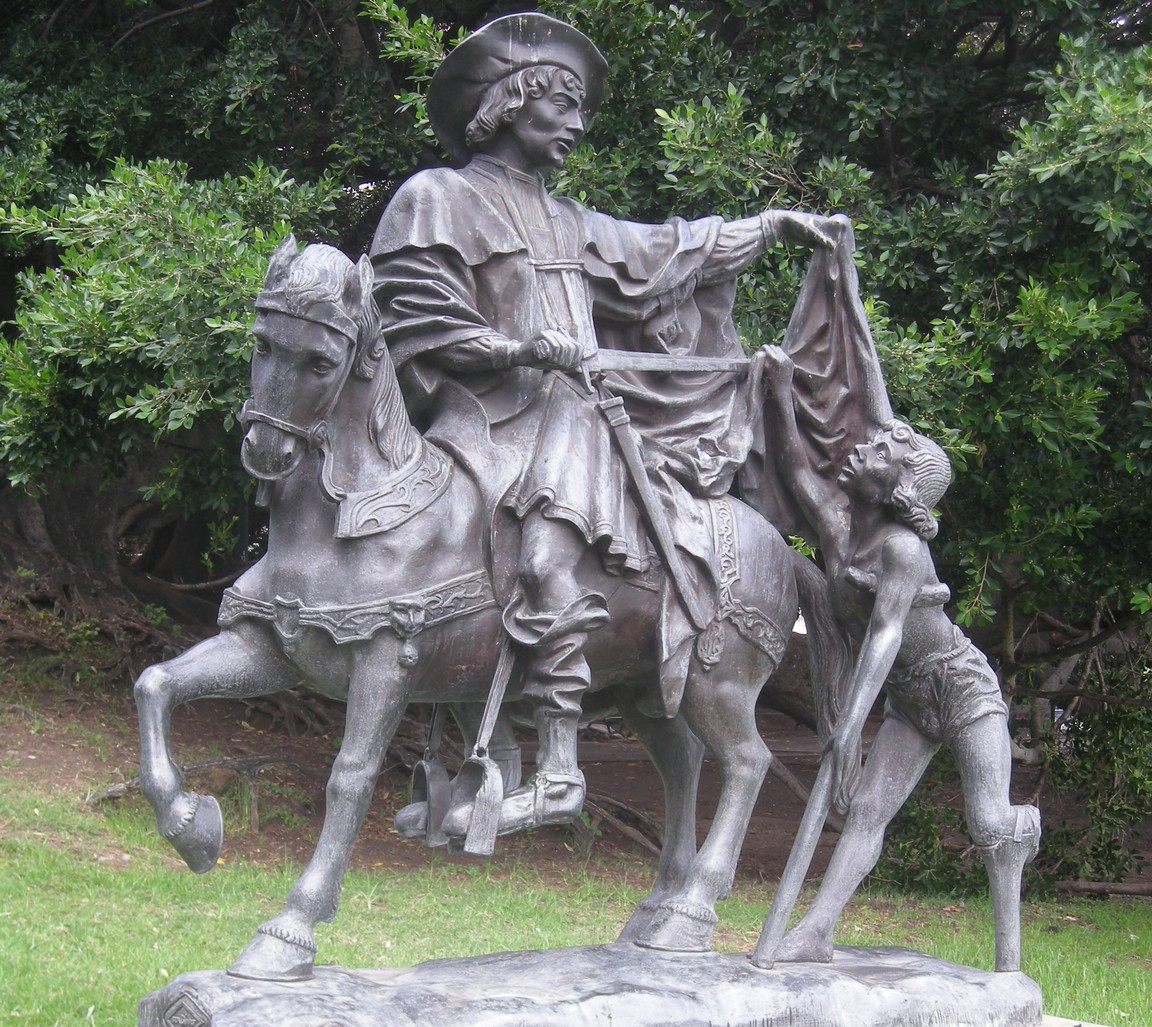
Buenos Aires en Argentine.
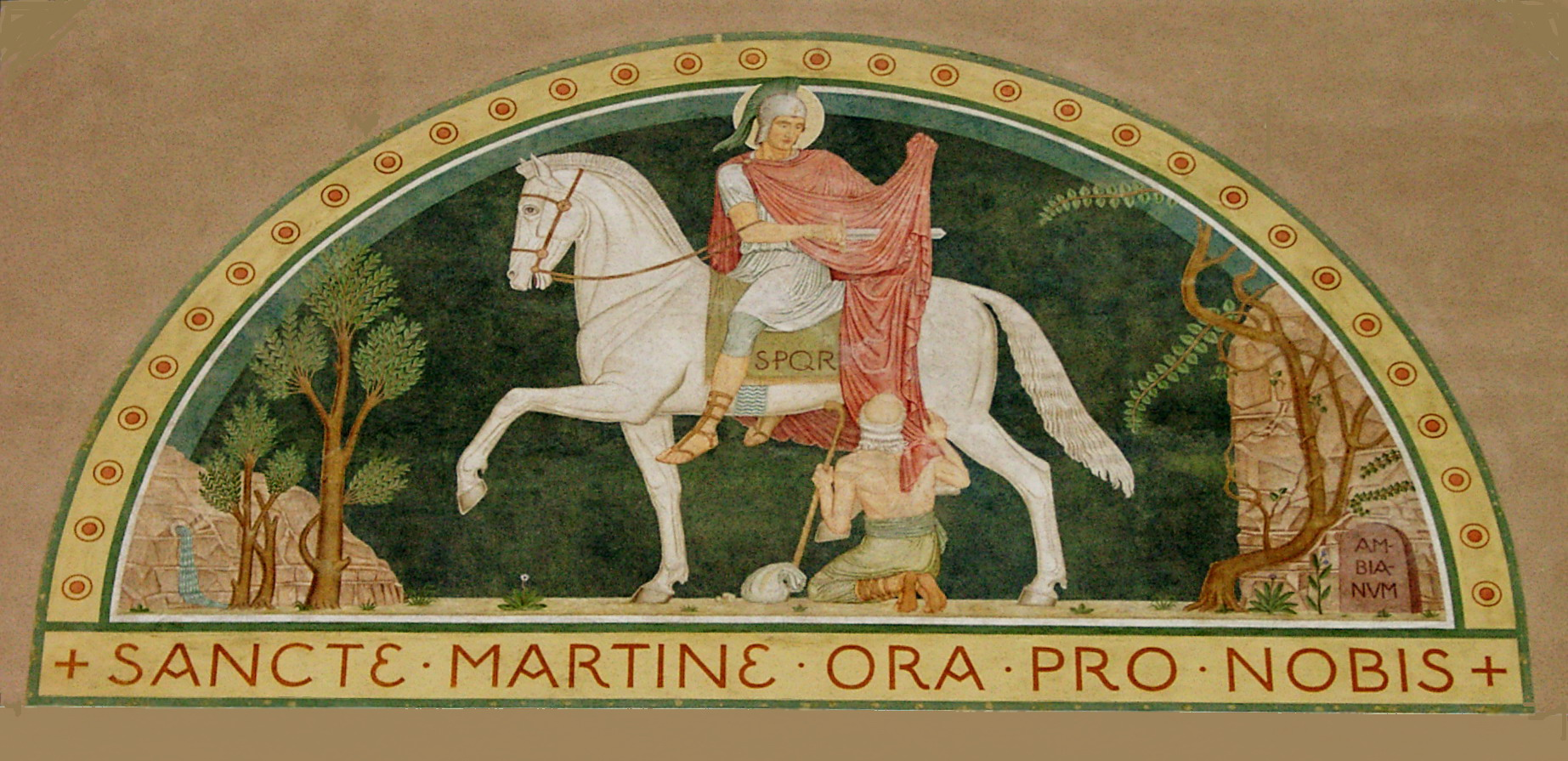
1899-1900, Abbaye de Beuron Allemagne.
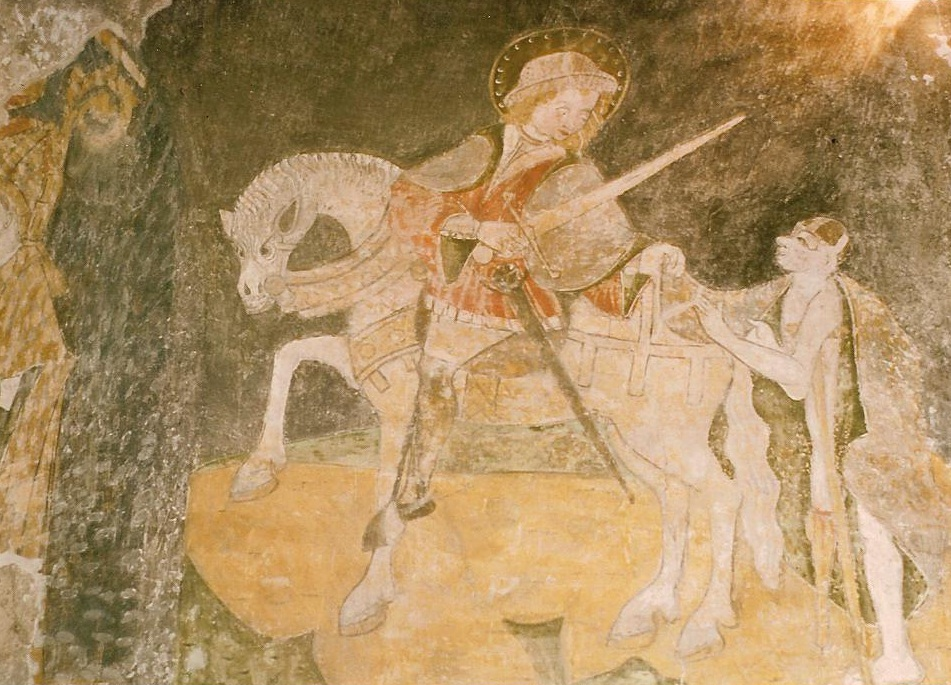
Peinture murale romane dans l'église de Jaleyrac.

### Études contemporaines

#### XIXesiècleet première moitié duXXesiècle
- Paulin de Périgueux (dir.), De vita sancti Martini, vol. 16, Vienne, Corpus Scriptorum Ecclesiasticorum Latinorum, 1888, p. 16-159.
- Venance Fortunat (dir.), Vita s. Martini metrica, vol. AA IV/1, Munich, Monumenta Germaniæ Historia, 1881, p. 293-370.

#### Études récentes
- Dominique-Marie Dauzet, Saint Martin de Tours, Fayard, 1996.
- Sylvie Barnay, « Du manteau de saint Martin aux chasubles de Jean-Charles de Castelabajac : une histoire de la robe sainte », Transversalités 2008/4 (N° 108), p. 127-141
- Michel Carrias, « Martin de Tours, seize siècles après sa mort », Revue d'histoire de l'Église de France, t. 83, no 211,‎ 1997, p. 435-443. (lire en ligne)
- Dom Guy-Marie Oury, Saint Martin de Tours : L’homme au manteau partagé, Chambray-lès-Tours, CLD, 1987, 151 p. (ISBN 2 854 43139 1).
- Walter Nigg, Martin de Tours : Chevalier du Christ, évêque thaumaturge, confesseur de la foi, Paris, du Centurion, 1978, 82 p. (ISBN 2-227-05009-8), traduit de l'édition originale.
- (de) Martin von Tours, Fribourg, Herder, 1977, 82 p.. Ouvrage largement illustré de nombreuses photos et gravures.
- Collectif. Conception, réalisation, maquette Jean-Loup Fontana, Michel Foussard, photographies Michel Graniou, Saint Martin dans les Alpes-Maritimes, Nice, Art et Culture des Alpes-Maritimes (ACAM), 31 janvier 1997, 74 p. (ISBN 2-906 700-16-9), Cahier des Alpes-Maritimes no 3 édité par le Conseil général des Alpes-Maritimes (ACAM) constituant le catalogue de l’exposition consacrée au seizième centenaire de la mort de saint Martin. Presses d’Imprimix Nice.
- Régine Pernoud, Martin de Tours, Bayard Éditions, 1996.
- Bertrand Cuvelier, Saint Martin, apôtre des Gaules, Histoire et traditions du Pays des Coudriers no 23, novembre 2001[47].
- Jean-Louis Picoche, Saint Martin, Soldat du Christ, Saint-Vincent-sur-Oust, Elor, coll. « Saints légendaires », 1996, 2001, 192 p. (ISBN 978-2-907524-93-3).
- Collectif, 1700 ans de la naissance de Saint-Martin, numéro spécial du Bulletin de la Société des antiquaires de Picardie pour l'année 2017, Amiens 2020, p. 161-351, ISSN 0037-9204.
- Bruno Judic, Christine Bousquet-Labouérie, Élisabeth Lorans et Robert Beck, Un nouveau Martin - Essor et renouveaux de la figure de Saint Martin, IVe-XXIe siècle, Presses universitaires François Rabelais, Tours, 2019 (présentation en ligne).
- Bruno Judic, L'Europe de Saint Martin, éditions Saint-Léger, 2021.

### Discographie
- Le rendez-vous de saint Martin, Patrice et Roger Martineau, chanteurs et conteurs, MediasPaul, cassette.
- Martin de Touraine, Fabienne Thibeault et Jean-Pierre Debarbat, Vinci-Les-Six-Rivières, CD.
- Saint-Martin de Tours, Office du jubilé du XVIe centenaire, musique d'André Gouzes, abbaye de Sylvanès, CD.

### Documentaire
- Saint Martin (2018)

### Télévision
- Au risque de l'histoire : Saint Martin de Tours, émission de Christophe Dickès avec Bruno Judic, historien, et Thomas Pouyet, archéologue, Kto-tv, 11 novembre 2022 (visionner en ligne - source : YouTube ; durée : 52'06").